# Aldi

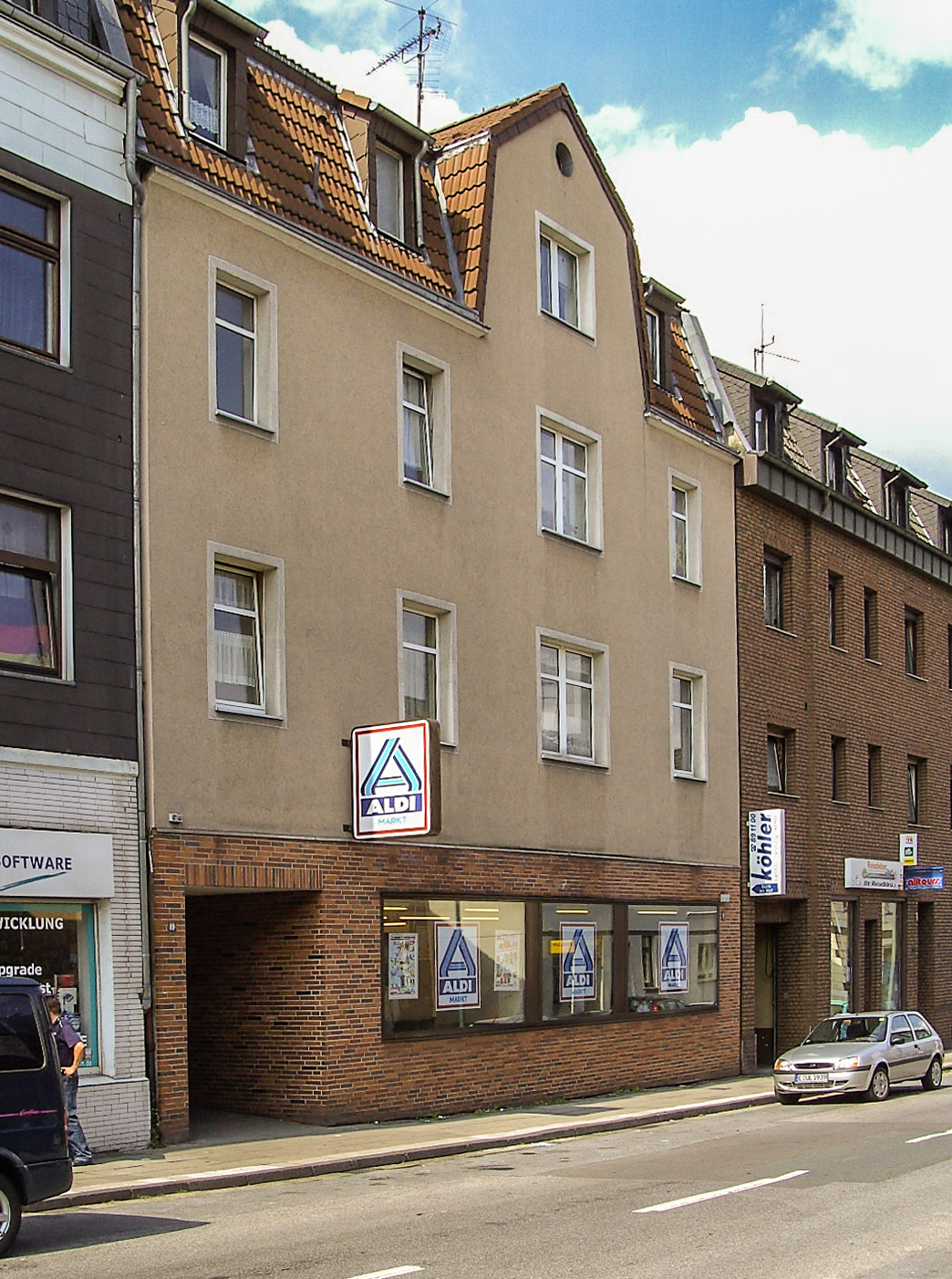
Ursprungs-Aldi in der Huestraße 89 in Essen-Schonnebeck, 2006, 2020 geschlossen

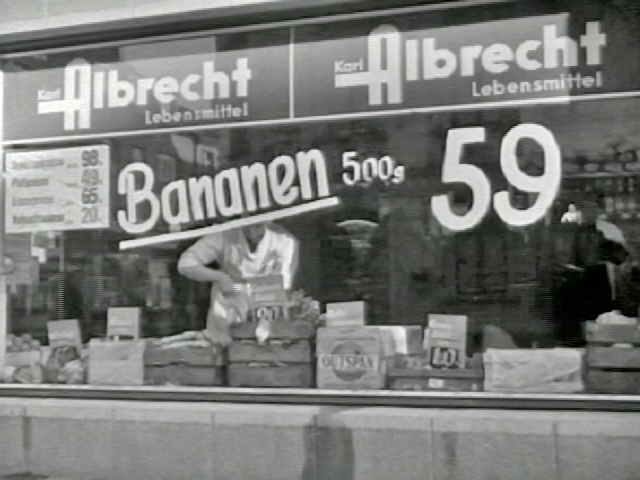
Albrecht-Filiale, Essen 1958

Unter der Bezeichnung Aldi (Eigenschreibweise: ALDI) werden insgesamt über 13.000 Lebensmitteleinzelhandelsfilialen in Europa sowie in Australien, China und den USA betrieben.
Aldi ist ein Akronym für ALbrecht DIskont, das seit 1962 verwendet wird.
Synonym verwendet werden auch die Marken Hofer (633 Filialen) und Aldi Suisse (246 Filialen). Daneben werden in den USA neben Aldi auch die Bezeichnungen Trader Joe’s (608 Filialen), Winn-Dixie und Harveys Supermarket (zusammen ca. 220 Filialen) verwendet. Die Gesamtzahl erhöht sich dadurch auf ca. 13.650 Filialen. Nach Umsatz und Anzahl der Filialen ist Aldi damit der größte (vor Lidl) Discounter-Konzern der Welt.
Die beiden Unternehmensgruppen Aldi-Nord und Aldi-Süd sind rechtlich vollkommen selbständige Konzerne, haben jedoch eine gemeinsame Vergangenheit zwischen 1913 und 1961. Das Ursprungsunternehmen Albrecht KG ist durch Realteilung in die beiden Unternehmungen Aldi-Nord und Aldi-Süd geteilt worden.
Aldi zählt zu den zehn größten Einzelhandelsgruppen weltweit.

## Geschichte

### Anfänge 1913–1945
Karl Albrecht sen. (1886–1943), der Vater von Karl (1920–2014) und Theo Albrecht (1922–2010), war ein gelernter Bäcker, bis er aus gesundheitlichen Gründen (Bäckerasthma) diese Arbeit aufgeben musste. Im Frühjahr 1913 machte er sich als Brothändler selbstständig, und seine Frau Anna Albrecht (geb. Siepmann) eröffnete unter dem Namen ihres Mannes am 10. April 1913 einen Tante-Emma-Laden in Essen-Schonnebeck in der Huestraße 87. Im Frühjahr 1919 verlegten die Albrechts ihr Geschäft in das von ihnen gekaufte benachbarte Wohn- und Geschäftshaus in der Huestraße 89. Den neuen Laden nannten sie „Kaufhaus für Lebensmittel Karl Albrecht“. In demselben Haus sind auch die Söhne Karl und Theo geboren und aufgewachsen. Der Laden bestand als Aldi-Filiale bis zum 28. November 2020 und wurde wegen zu geringer Ladenfläche geschlossen. Wein wurde in den Anfangsjahren aus Fässern in Flaschen abgefüllt, Zucker und Mehl gab es aus Säcken. Die Kunden wurden noch persönlich von Verkäuferinnen bedient. Selbstbedienung war zu dieser Zeit noch vollkommen unüblich.

### Nachkriegszeit 1945–1961
1945 übernahmen Karl und Theo den elterlichen Familienbetrieb, den Anna Albrecht in den letzten beiden Kriegsjahren nach dem Tod ihres Ehemanns ab 1943 alleine geführt hatte. Nach der Währungsreform 1948 stellten die Albrecht-Brüder den Tante-Emma-Laden ihrer Mutter mit einem neuen Konzept um. Das Konzept sah vor, die Lebensmittelgrundversorgung mit einem minimalen Sortiment und niedrigen Preisen sicherzustellen. Im Jahr 1954 eröffnete die erste Filiale außerhalb der Stadt Essen. In diesem Jahr wurde auch das Stammgeschäft auf der Huestraße 89 in Essen-Schonnebeck zum ersten Selbstbedienungsladen umgestaltet. 1955 hatte die damalige Albrecht KG ein Filialnetz mit 100 Standorten in Nordrhein-Westfalen, und die Albrecht-Brüder waren zu diesem Zeitpunkt schon Vermögensmillionäre. Die erste Discount-Filiale unter dem Namen Aldi öffnete 1962 in Dortmund.

### Aufteilung in Nord und Süd 1961

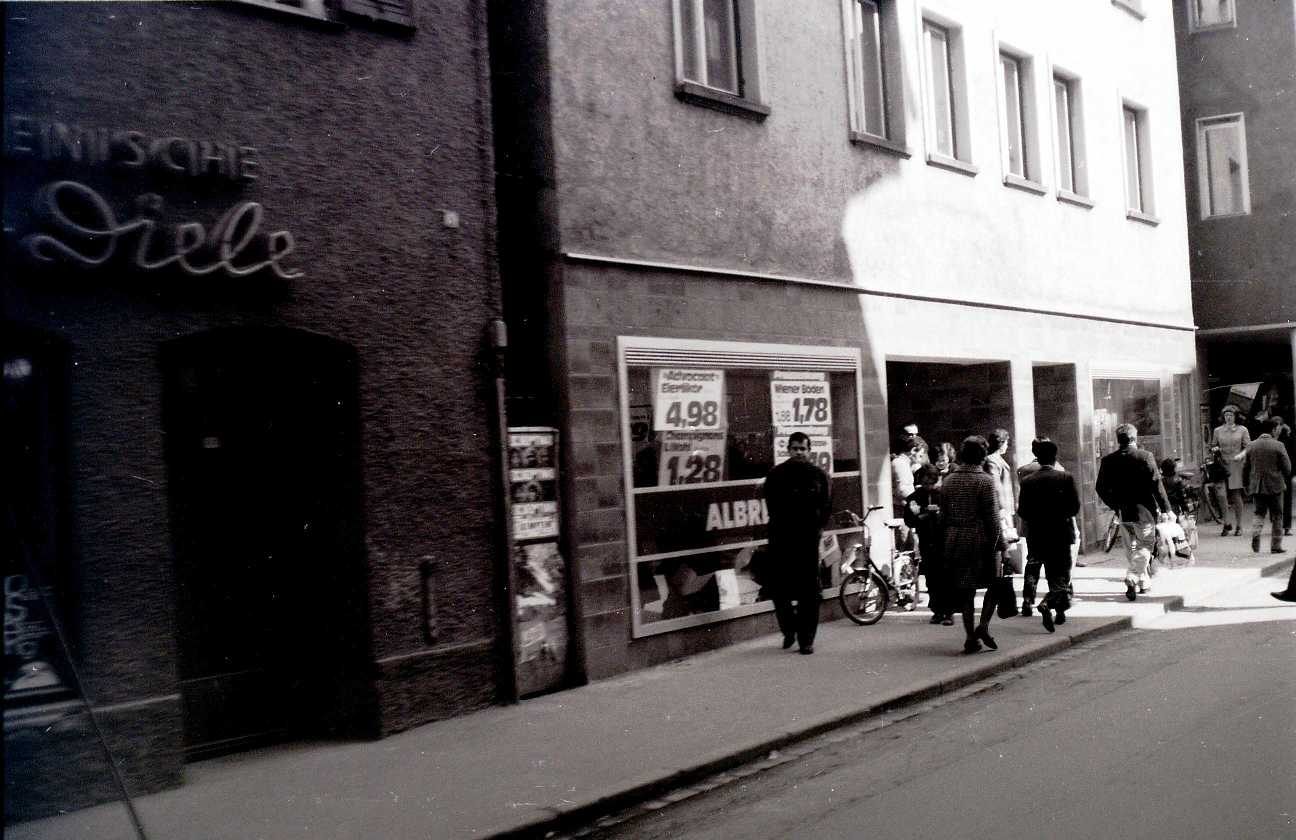
Albrecht-Filiale in Memmingen, ca. 1968

1961 beschlossen die Gebrüder Albrecht, fortan getrennte Wege zu gehen. Sie teilten das Unternehmen Albrecht KG in Aldi Nord und Aldi Süd auf. Die nördlichen Filialen übernahm Theo Albrecht, die südlichen Karl Albrecht. 1960 (im Jahr vor der Aufteilung) betrieben Karl und Theo Albrecht schon 300 Läden in West-Deutschland mit einem Bruttoumsatz von ungefähr 90 Millionen Mark. Im Jahr 1961 existierten bereits zwei getrennte Verwaltungen und Regionallager (von Theo Albrecht in Herten, von Karl Albrecht in Mülheim an der Ruhr), im selben Jahr schied Anna Albrecht, die Mutter der Gebrüder Albrecht, als Gesellschafterin aus. Als Grund für die Trennung wurde verschiedentlich berichtet, die Brüder könnten sich über den Verkauf von Zigaretten nicht einigen (erst seit 2003 gibt es Zigaretten bei Aldi Süd zu kaufen). Der Journalist Martin Kuhna führt an, Zigaretten seien schon vor 1961 verkauft worden und könnten daher nicht der Grund sein. Vielmehr vermutet er, die Gründe lägen im unterschiedlichen Führungsstil. Theo Albrecht neigte zu Mikromanagement, während sein Bruder Karl früh Verantwortung delegierte. In einem Interview bestätigte der langjährige Aldi-Süd-Manager Ulrich Wolters, dass unterschiedliche Ansichten über Führung und Bezahlung der Mitarbeiter zur Trennung führten.

### Expansion als reine Discounter ab 1962
Durch die in Westdeutschland aufkommende Selbstbedienung im Lebensmitteleinzelhandel stagnierten Anfang der 1960er Jahre bei den Albrecht-Brüdern die Umsätze in den etwa 300 sehr kleinen Bedienungsläden (auch Stubenläden genannt). Dieser Vertriebstyp hatte keine Zukunft mehr und verlor Umsätze an die großen Supermarktketten wie Edeka und Rewe. Karl und Theo Albrecht wandten sich ab 1960 ebenfalls dem Vertriebstyp Supermarkt zu und experimentierten mit etwa 20 bis 30 Albrecht-Supermärkten. Die Läden hatten eine Verkaufsfläche von etwa 150 bis 200 m² und führten neben einem mittelgroßen Sortiment von Trockenwaren auch Frischwaren wie Obst und Gemüse, Molkereiprodukte, Wurstwaren und Frischfleisch (bei Frischfleisch stützten sich die Albrecht-Brüder auf die Großfleischerei RUOS aus Essen als Partner). Der Test mit diesen Albrecht-Supermärkten scheiterte, da er weder in den Ladengrößen noch in der Sortimentsvielfalt der inzwischen davongeeilten Vollsortimenter-Konkurrenz ebenbürtig war. Diese noch unter dem roten Albrecht-Logo getesteten Märkte wurden bald wieder geschlossen bzw. konnten kurze Zeit später nach Umgestaltung auf Aldi-Discount genutzt werden.
Unter dem Zwang einer totalen Neuorientierung entwickelten Karl und Theo Albrecht die Idee Lebensmittel-Discount; sie gaben ihren Läden dieser für Europa völlig neuen Vertriebsform den Namen „ALDI“ (AL-brecht DI-scount).

„Das Aldi-Prinzip ist aus der Not geboren worden. Die kleinen Läden, die die beiden Brüder nach dem Krieg aufgebaut hatten in den Arbeitersiedlungen, liefen nicht mehr. Der versuchte Ausweg aus dieser Engpass-Situation, auch selbst Supermärkte zu machen, schlug fehl, weil es halbherzig war. Der Aldi-Diskont ist wirklich als Arme-Leute-Laden entstanden.“

Der betriebswirtschaftliche Grundgedanke zu diesem neuen Vertriebstyp wurde vom früheren Aldi-Nord-Geschäftsführer Dieter Brandes mit dem Satz „Discount ist die Kunst des Weglassens“ umschrieben. Im Vergleich zu den damals marktführenden Supermärkten ließen die Brüder Albrecht eine ganze Reihe der damals üblichen Dienstleistungs-Funktionen der Einzelhandels-Distribution einfach weg. Aldi-Fazit: Keine breiten und tiefgestaffelten Sortimente (nur schnelldrehende Grundnahrungsmittel, keine Doubletten), keine leicht verderblichen Frischwaren (damit keine kostenintensive Warenpflege, keine Bedienung, keine teuren Kühlmöbel, geringer Energieverbrauch), kein Preisetikett auf jedem Artikel (die Kassierer hatten die Preise, zusammengefasst in relativ wenigen Preisgruppen, auswendig zu lernen, später über PLU-Nummern aufzurufen), kein Auspacken der Ware (verkauft wurde aus den aufgeschnittenen Versandkartons), keine teure Ladeneinrichtung (verkauft wurde von Paletten oder selbst gefertigten Holzregalen), keine Ladendekoration und Werbung, kein Kreditverkauf, keine damals üblichen Rabattmarken. Das knapp bemessene Filial-Personal wurde für alle anfallenden Arbeiten ausgebildet, so dass es bei hoher Arbeitsdichte ständig ausgelastet war. Dadurch entstanden große Kostenvorteile gegenüber der Supermarkt-Konkurrenz.
Diese Kostenvorteile ermöglichten es Aldi, trotz eines von Anfang an gut kalkulierten Gewinns den Verbrauchern große Preisvorteile zu bieten. Die ersten Versuche mit solchen Discount-Läden fanden 1961 im Aldi-Nord-Gebiet in Dortmund, später im Raum Dortmund und Bochum statt. In Serie ging der Vertriebstyp „Discount“ bei Aldi Süd mit dem ersten Markt in Mülheim unter der Leitung von Horst Steinfeld. Die Organisation der Eröffnungen und die Führung dieser ersten Aldi-Filialen verantwortete Walter Vieth (damals Leiter des Bezirks westliches Ruhrgebiet/Niederrhein). Unter Verwertung ehemaliger Albrecht-Supermärkte wurden ab 1962 im Wochenrhythmus und in dieser Reihenfolge die ersten ALDI-Discountmärkte eröffnet: Dinslaken (Neustraße), Walsum (Friedrich-Ebert-Straße), Bocholt (Nordstraße) und Wesel (Hohe Straße).
Die Umsatzleistung pro Mitarbeiter war fast zehnmal höher als in den Albrecht-Supermärkten. Die Umsatz- und Renditewerte der ersten Serienmärkte und die schnelle Akzeptanz dieser Läden bei den Verbrauchern waren so überzeugend, dass die Albrecht-Brüder wenige Monate nach Eröffnung dieser ersten Märkte in die überregionale Multiplikation gehen konnten. Das für diese wohl einmalige Expansion notwendige Kapital erwirtschaftete das Discount-System selbst. Durch den raschen Warenumschlag (circa zehn Tage – „Schnelldreher“), die Barzahlung in den Läden und das übliche Zahlungsziel bei den Herstellern (30 Tage) war stets genügend Liquidität vorhanden, die Expansion ohne Bankkredite zu finanzieren. Die Einführung einer neuen Logistikstruktur zur schnellen Versorgung der Märkte mit einem großen Lager in Eichenau förderte die Entwicklung. Die Zentrale in Eichenau wurde dann auch Sitz der Familienstiftungen.

### Filialen-Umbau seit 2016

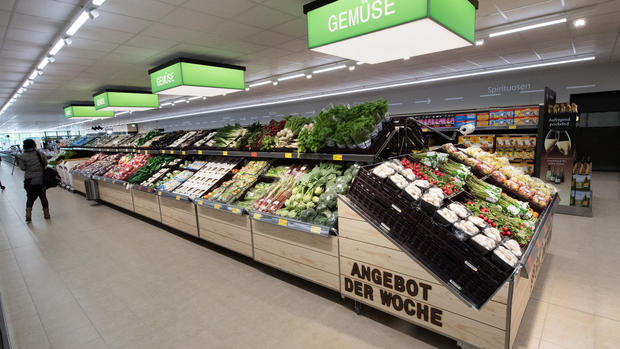
Obst- und Gemüse-Stand bei Aldi Süd nach Modernisierung, 2017

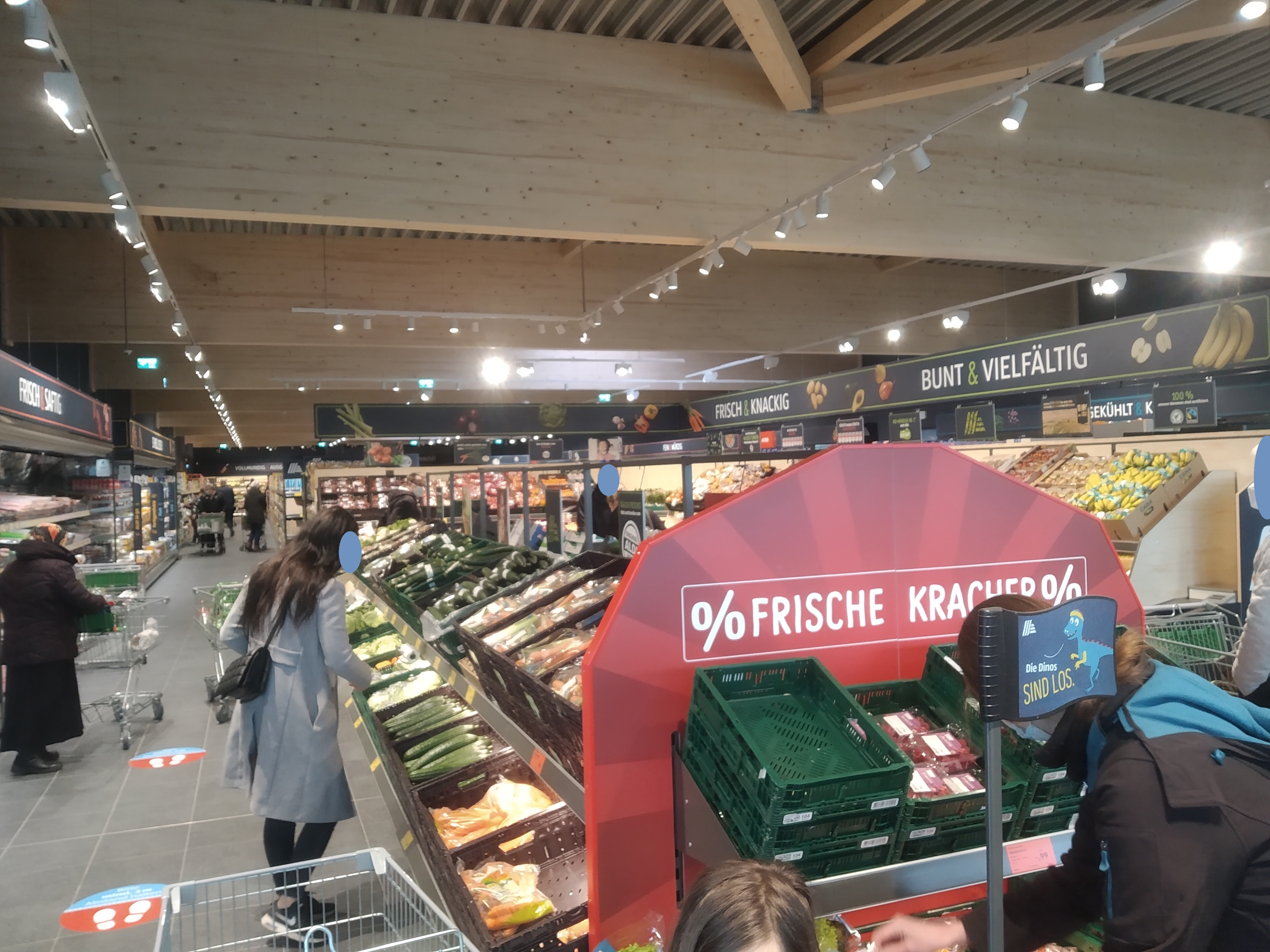
Obst- und Gemüse-Abteilung in Aldi-Süd-Filiale im aktuellen Design (am 18. März 2021 neu eröffnete Filiale)

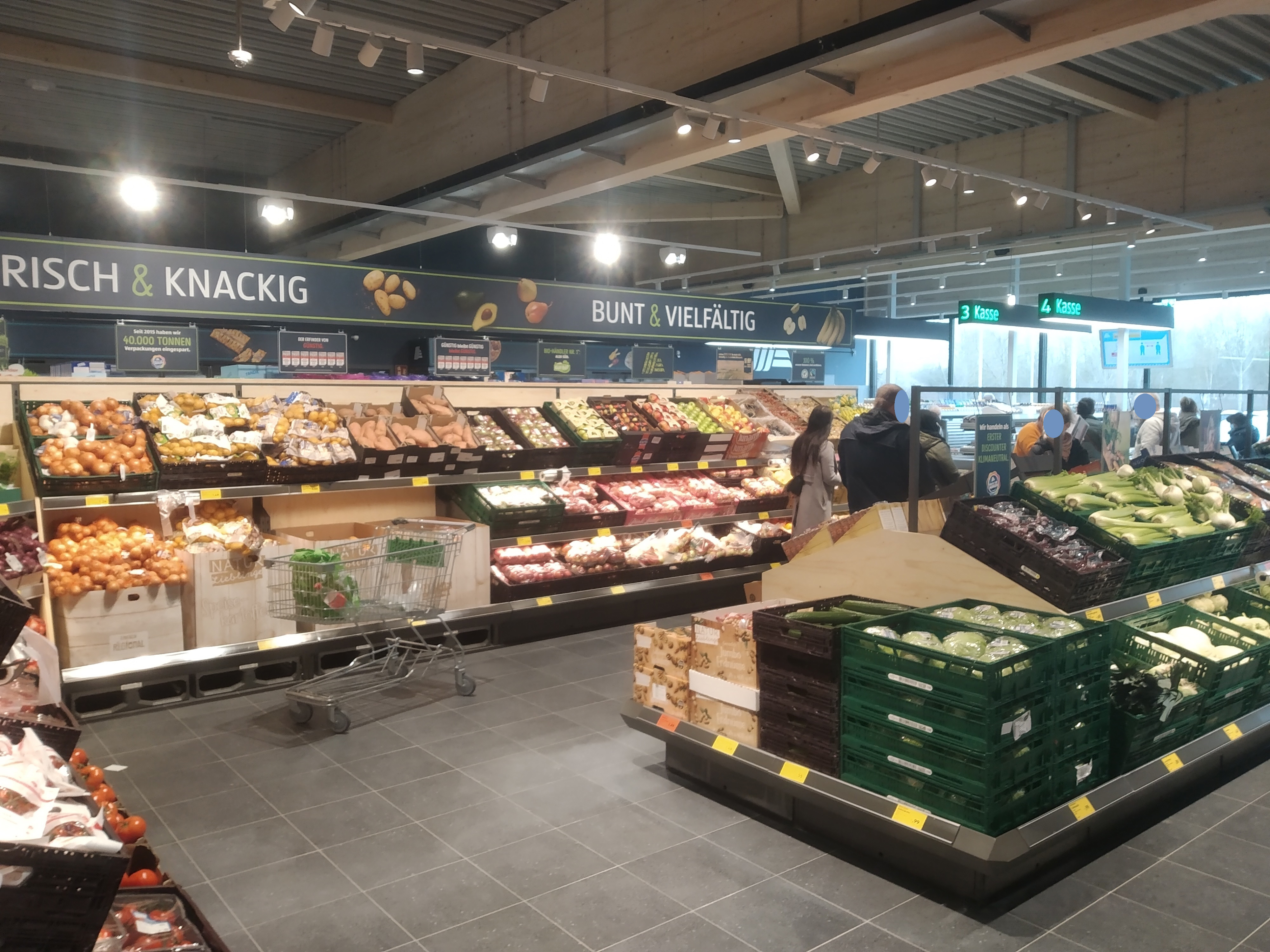
Obst- und Gemüse-Abteilung in Aldi-Süd-Filiale im aktuellen Design (am 18. März 2021 neu eröffnete Filiale)

Ab den 2000er Jahren hatten alle großen Discounter in Deutschland „massiv in eine Verbesserung des Angebots investiert.“ „Das einst von den Aldi-Brüdern entwickelte Discount-Konzept – Märkte mit kleinem Sortiment und gutem Preis-Leistungsverhältnis –“ wurde von der Konkurrenz weiterentwickelt. „Rewe und Edeka bieten viele Produkte genauso billig an wie Aldi, ergänzen das Sortiment aber mit Produkten aus der Feinkost-Kategorie.“ „Discount funktioniert heute nicht mehr so wie vor 30 Jahren. […] Gute Preise allein reichen nicht mehr aus“, so der Aldi-Marketing-Geschäftsführer Kay Rüschoff. Die Kunden würden heute (2017) mehr Frische, mehr Auswahl und „auch mal etwas Besonderes“ erwarten.
Um an die Konkurrenz der Discounter und Supermärkte wieder aufzuschließen, haben nach einer zweijährigen Testphase Aldi Süd (seit Mai 2016) und Aldi Nord (seit Herbst 2017) mit dem jeweils „größten Investitionsprogramm der Firmengeschichte“ begonnen. Formal erhalten die Läden eine neue Gestaltung und inhaltlich wird das Angebot verbessert.

#### Umbau Aldi Süd
Aldi Süd plante, bis 2021 in Deutschland rund 3,5 Milliarden Euro zu investieren, um seine knapp 1900 Filialen zu „modernisieren“.
Mit der neuen Ladengestaltung soll ein „Ende der Lagerhallen-Atmosphäre“ „mit kaltem Neonlicht“ vollzogen werden. Anstelle der zur Tradition gewordenen Paletten mit aufgerissenen Kartons werden nun auch bei Aldi Regale üblich, teilweise mit Holzimitat-Verkleidung. Die Preisschilder hängen nicht mehr über den Waren, sondern sind nun direkt am Regal. LED-Lampen beleuchten gezielt das jeweilige Warenangebot. Die „Aufback“-Automaten werden „in den nächsten Jahren … sukzessive“ abgeschafft und wie bei den anderen Wettbewerbern Rewe und Lidl durch eine Brottheke mit Klapptüren aus durchsichtigem Plexiglas ersetzt. Aldi Süd erhöht damit zugleich die Menge der Backwaren-Sorten von bisher maximal 15 Brot- und Brötchen-Sorten auf „bis zu 40 Artikel, die von den Mitarbeitern in der Filiale frisch gebacken werden.“ Das gesamte Warenangebot begrenzt Aldi Süd weiterhin auf 1200 Artikel. Eine große Rewe-Filiale hat im Vergleich dazu „fast zehnmal so viele Artikel“. Weitere Zusatzangebote sind individuell mitnehmbare Mengen an Obst und Gemüse (Kassenwaage), Kaffeeautomaten z. T. mit Sitzgelegenheiten am Ausgang sowie – in den meisten Filialen – Kundentoiletten.
Nach der Modernisierung aller Aldi-Süd-Filialen sollen auch die 35.000 Mitarbeiter in den Filialen eine „neue und modernere“ Dienstkleidung erhalten. Dazu ging Aldi Süd eine Zusammenarbeit mit der AMD Akademie Mode & Design in München im Wintersemester 2017/18 ein. Mit einem Designwettbewerb unter den Studierenden wurden die Kleidungsstücke nach den Wünschen von Aldi gestaltet, von denen schließlich ein Kleidungsensemble ausgewählt wurde.

#### Umbau Aldi Nord
Gegenüber seinen Rivalen Aldi Süd und Lidl drohte Aldi Nord immer weiter zurückzufallen. „Viele Jahre hatte der Discounter zu wenig in die Modernisierung investiert und zu spät auf neue Trends reagiert.“ Daher führte die Aldi-Nord-Gruppe mit dem Aldi Nord Instore Konzept (ANIKo) ebenfalls ein „Modernisierungsprogramm“ durch. Insgesamt wurde die bis Anfang 2019 vorgesehene Umgestaltung der 2250 Aldi-Nord-Filialen auf 5,2 Milliarden Euro kalkuliert. Im Anschluss erfolgte die Umgestaltung der rund 2400 Märkte im europäischen Ausland. Da keine expliziten Kostensenkungsprogramme bekannt sind, werden nach Beobachtern die Umbaukosten nur durch den später erwarteten höheren Umsatz wieder ausgeglichen. Das Standardsortiment von Aldi Nord lag im Geschäftsjahr 2017 bei rund 1400 Artikeln. Im Gegensatz zu den neuen Aldi-Süd-Filialen gibt es hier aufklappbare Kühlwandregale sowie Wandkühlschränke über den Tiefkühltruhen. Große Schilder und unterschiedliche Regalfarben erleichtern die Orientierung, letzteres ist ebenso eine Neuerung gegenüber Aldi Süd.
Als Erfinder des Modernisierungsprogramms ANIKo gilt Torsten Hufnagel, seit 1997 bei Aldi und Leiter des Verwaltungsrats von Aldi Nord seit September 2018. Babette Albrecht von der Jakobus-Stiftung stellte das Vorhaben zunächst in Frage und nahm 2017 eine längere Zeit in Anspruch, das Investitionsprogramm zu prüfen. Die Jakobus-Stiftung befindet sich seit Jahren in einem Rechtsstreit mit den beiden anderen Aldi-Nord-Stiftungen.
Anfang September 2018 kündigte „überraschend“ Marc Heußinger, der bisherige Leiter von Aldi Nord. Heußinger machte „eine für Aldi ungewöhnlich zügige Karriere“: 1998 trat er nach seiner Promotion bei Aldi an und wurde nach 13 Jahren 2011 zum Leiter des Unternehmens ernannt. Er führte viele Neuerungen für Aldi ein wie mehr Öffentlichkeit (Pressestelle), mehr Werbung und mehr Investitionen. Zuletzt klagte er laut Mitarbeitern über Kritik und Misstrauen seitens der Jakobus-Stiftung. So hatte nur der Familienstamm um Theo Albrechts Schwägerin Babette Albrecht erneut eine lange Zeit beansprucht, bevor man Ende 2017 doch noch Heußinger das Vertrauen für weitere fünf Jahre aussprach.
Während im ersten Halbjahr 2018 der Umsatz beim Filialen-Umbau mit zeitweiligen Schließungen stagnierte und um 0,2 % zurückging, stieg der Umsatz von Aldi Süd um 3,3 % und Lidl sogar um 6,8 %. Als Reaktion auf Heußingers Rückzug wurde Aldi-intern lediglich kolportiert, dass er den Umbau der Aldi-Filialen nicht schnell genug vorangetrieben und zu wenig Umsatz erzielt habe.
Im Jahr 2020 übernahm Aldi Nord 547 Filialen und drei Zentrallager der französischen Groupe Casino. Die zu diesem Zeitpunkt größte Akquisition der Aldi Nord-Unternehmensgeschichte besitzt ein Volumen von 717 Millionen Euro.
Die Anzahl der Regionalgesellschaften wurde bis 2022 auf 25 reduziert, was u. a. die Schließung der Gesellschaften in Bad Laasphe, Horst und Wittstock einschließt. Sowohl die Gewerkschaft ver.di als auch Lokalpolitiker hatten sich für den Erhalt des Standortes Bad Laasphe eingesetzt.
2023 wurde der Nachfolger Marc Heußingers als Verwaltungsratschef, Torsten Hufnagel, CEO von Aldi Nord.

## Unternehmen

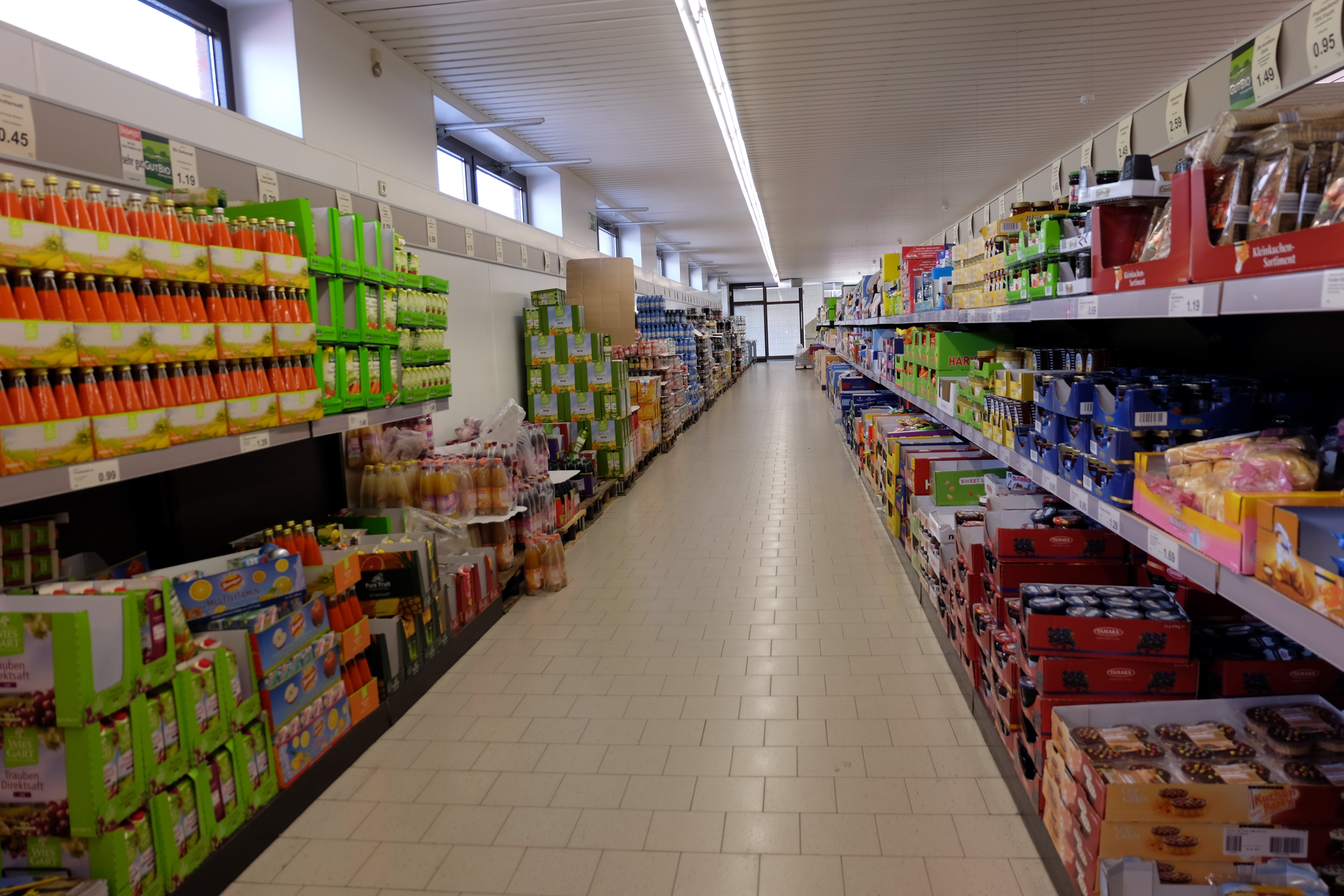
Warensortiment in offenen Kartons, 2015

### Eigentümerstruktur und Anteilseigner
Aldi Nord und Aldi Süd sind im vollständigen Besitz von Familienstiftungen.
Karl Albrecht gründete 1973 die Siepmann-Stiftung, die 75 % an Aldi Süd hält. Haupt-Destinatäre (Begünstigte) der Siepmann-Stiftung sind Familienangehörige von Beate Heister (einzige Tochter von Aldi-Süd-Gründer Karl Albrecht).
Im selben Jahr wurden für Aldi Nord die Markus-Stiftung durch Theodor Paul Albrecht und später die Lukas- und Jakobus-Stiftung, alle mit Sitz in Nortorf, gegründet. Diese halten die Anteile der Unternehmen Aldi Nord und Trader Joe’s. Hauptdestinatäre der Aldi-Nord-Stiftungen sind Nachkommen von Theodor Paul Albrecht. Sie erhalten Zuwendungen seitens der Stiftungen, die sich wiederum aus den Aldi-Nord-Erträgen speisen.
Wichtige Entscheidungen bei Aldi Nord wurden durch die drei Stiftungsvorstände einstimmig getroffen. Der Vorstand der Markus-Stiftung war auch Kontrollgremium für den Verwaltungsrat, der für die Geschäftsführung von Aldi Nord verantwortlich war. Die Markus-Stiftung wurde von Theo Albrecht jun. geleitet. Zum Vorstand gehörten auch Torsten Hufnagel (Aldi-Nord Geschäftsführer) und der Anwalt Emil Huber. Laut einem Bericht des Manager Magazins waren die Aldi-Nord-Anteile der Stiftungen und ihre Destinatäre wie folgt:
| Stiftung | Destinatäre | Anteil Aldi Nord Inland | Anteil Aldi Nord Ausland |
| -------- | --- | ----------------------- | ------------------------ |
| Jakobus  | Babette Albrecht und ihre fünf Kinder                                                                                           | 19,5 %                  | 50 %                     |
| Lukas    | Theo Albrecht junior sowie seine Ehefrau und Tochter                                                                            | 19,5 %                  | 50 %                     |
| Markus   | Nur direkte Nachkommen von Theo Albrecht (1922–2010): Theo Albrecht junior mit Tochter und die fünf Kinder von Babette Albrecht | 61,0 %                  | 0 %                      |

Ende 2023 wurde mit Unterstützung externer Berater für Aldi Nord eine einheitliche Holding-Gesellschaft Aldi Nord Stiftung & Co. KG etabliert. Die neue Holding-Gesellschaft gehört je zur Hälfte den Familienstiftungen des Familienstamms Theo Albrecht und des Familienstamms Berthold Albrecht. Am 13. Oktober 2023 wurden alle Anteile an dieser Stiftung auf die Aldi Nord Deutschland Stiftung & Co KG übertragen, in der die Holding-Gesellschaft als Kommanditist eingetragen und für die Geschäftsführung verantwortlich ist.

### Unternehmensführung
1961 trennten Karl und Theo Albrecht das Stammhaus Albrecht KG in die bis heute aktuellen Unternehmen Aldi Nord und Aldi Süd. Theo Albrecht junior ist das einzige Mitglied der Familie Albrecht, das noch aktiv in der Discounter-Gruppe tätig ist. Aldi Nord und Aldi Süd werden ausschließlich von familienfremden Managern geführt. Die operative Führung von Aldi Nord besteht aus einem Verwaltungsrat mit Sitz in Essen. Aldi Süd wird von einem Koordinierungsrat aus Mülheim an der Ruhr geleitet.
- Der Koordinierungsrat von Aldi Süd wurde geführt von Norbert Podschlapp, Michael Kloeters (bis September 2019) und Thomas Ziegler. Zum Nachfolger des Triumvirats wurde im Mai 2020 das Führungsduo Matthew Barnes und Thomas Ziegler bestimmt.[49] Barnes verließ das Unternehmen am 1. Februar 2023 aus familiären Gründen.[50] Zum 1. Mai 2023 folgte auf ihn Thomas Daunt von Aldi in Australien, der drei Jahre bleiben soll.[1]

- Der Verwaltungsrat von Aldi Nord bestand 2015 aus Theo Albrecht junior, Oliver Elsner und Torsten Hufnagel.[51] 2023 wurde der Verwaltungsrat aufgelöst und durch eine neue Holding unter der Leitung des Vorstandsvorsitzenden Torsten Hufnagel ersetzt.[52]

Die beiden Unternehmensgruppen sind freundschaftlich verbunden und koordinieren im Aldi-Unternehmensausschuss gemeinsam ihre Geschäftspolitik. Das Bundeskartellamt betrachtet Aldi Nord und Aldi Süd als „faktischen Gleichordnungskonzern“ im Sinne von § 18 Abs. 2 Aktiengesetz (Deutschland). Rechtlich, organisatorisch und seit 1966 auch finanziell sind beide Unternehmensgruppen völlig unabhängig voneinander. In Deutschland umfassen Aldi Nord und Aldi Süd zusammen 66 Regionalgesellschaften, die wiederum ca. 4250 Aldi-Filialen kontrollieren (Stand: April 2015).
Aldi Süd begann 2016, seine deutschen Filialen mit einer hochwertigeren Ausstattung auszustatten. Solche „Luxus-Filialen“ werden bereits in Amerika und Australien betrieben, in Deutschland entstand die erste Filiale dieser Art in Unterhaching. Bis 2019 sollten alle Filialen entsprechend umgebaut werden.
Bis Oktober 2019 werden 15 der 30 Regionalgesellschaften von Aldi Süd in Europäische Aktiengesellschaften (SE) umgewandelt.

### Struktur Deutschland

Der sogenannte „Aldi-Äquator“

| Aldi (Deutschland)                                         |
| Aldi Nord; ehemalig Aldi Nord; Aldi Süd; ehemalig Aldi Süd |

Die Grenze zwischen Aldi Nord und Aldi Süd wird auch als Aldi-Äquator bezeichnet. Sie verläuft vom Westmünsterland (östlich von Rhede) über Mülheim an der Ruhr, Wermelskirchen, Gummersbach, Siegen und Marburg nach Osten bis nördlich von Fulda. Ostdeutschland ist (bis auf eine Filiale im thüringischen Sonneberg, die aus Bayern beliefert wird) vollständig Aldi-Nord-Gebiet. In Gummersbach gibt es Nord- und Süd-Filialen, ebenso in Siegen, weil zum Zeitpunkt der Aufteilung die selbstständige Gemeinde Eiserfeld, in der diese Filiale liegt, Aldi-Süd zugeschlagen wurde.
- Aldi Nord hat seine Regionalgesellschaften in Bargteheide, Barleben, Beucha, Datteln, Essen, Großbeeren, Hann. Münden, Herten, Hesel, Jarmen, Lingen, Nortorf, Radevormwald, Rinteln, Salzgitter, Schloß Holte, Seefeld, Seevetal, Sievershausen, Weimar, Werl, Weyhe und Wilsdruff. Ende 2017 wurden die Regionalgesellschaften in Hoyerswerda und Könnern[59][60], Ende 2019 die Zentralen in Schwelm und Greiz[61], Ende 2020 die Regionalgesellschaften in Berlin-Reinickendorf und Beverstedt[62][63], Ende 2021 die Regionalgesellschaften in Bad Laasphe, Horst und Wittstock.[64] und Ende 2023 die Regionalgesellschaften in Greven, Mittenwalde und Scharbeutz geschlossen.[65]

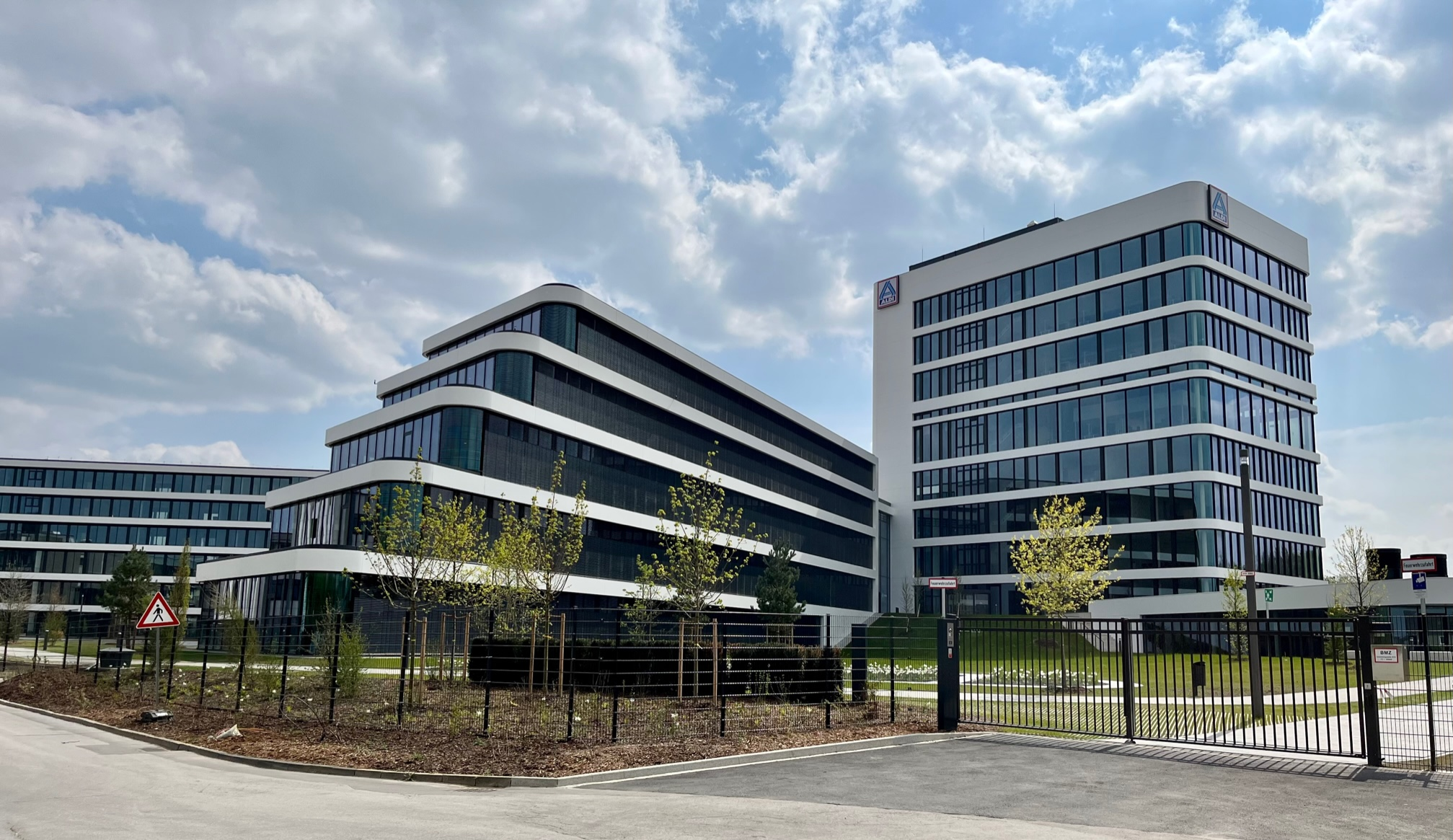
Aldi Nord: Firmensitz in Essen (Aldi Nord Campus)
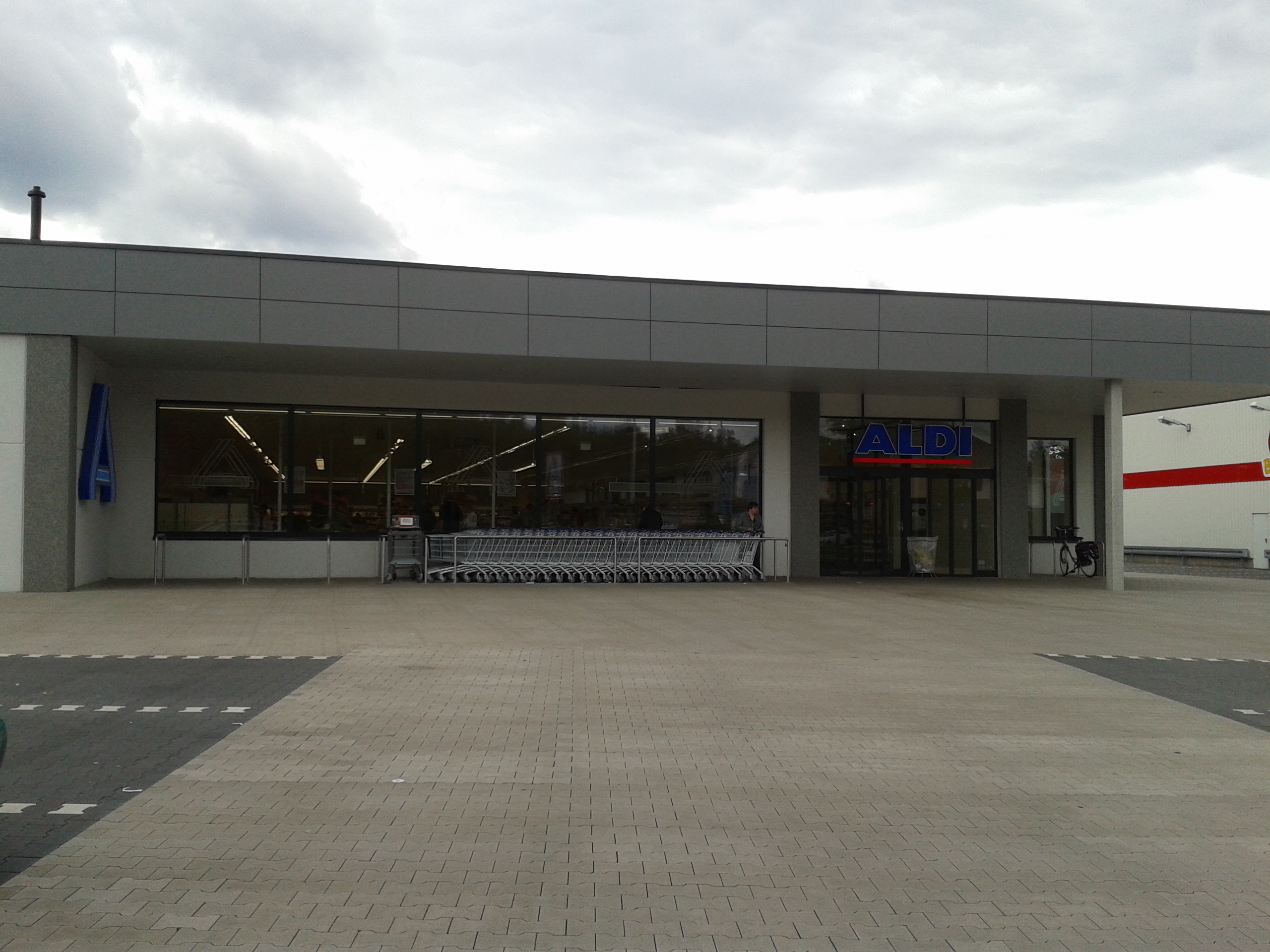
Filiale von Aldi Nord in Lingen-Laxten
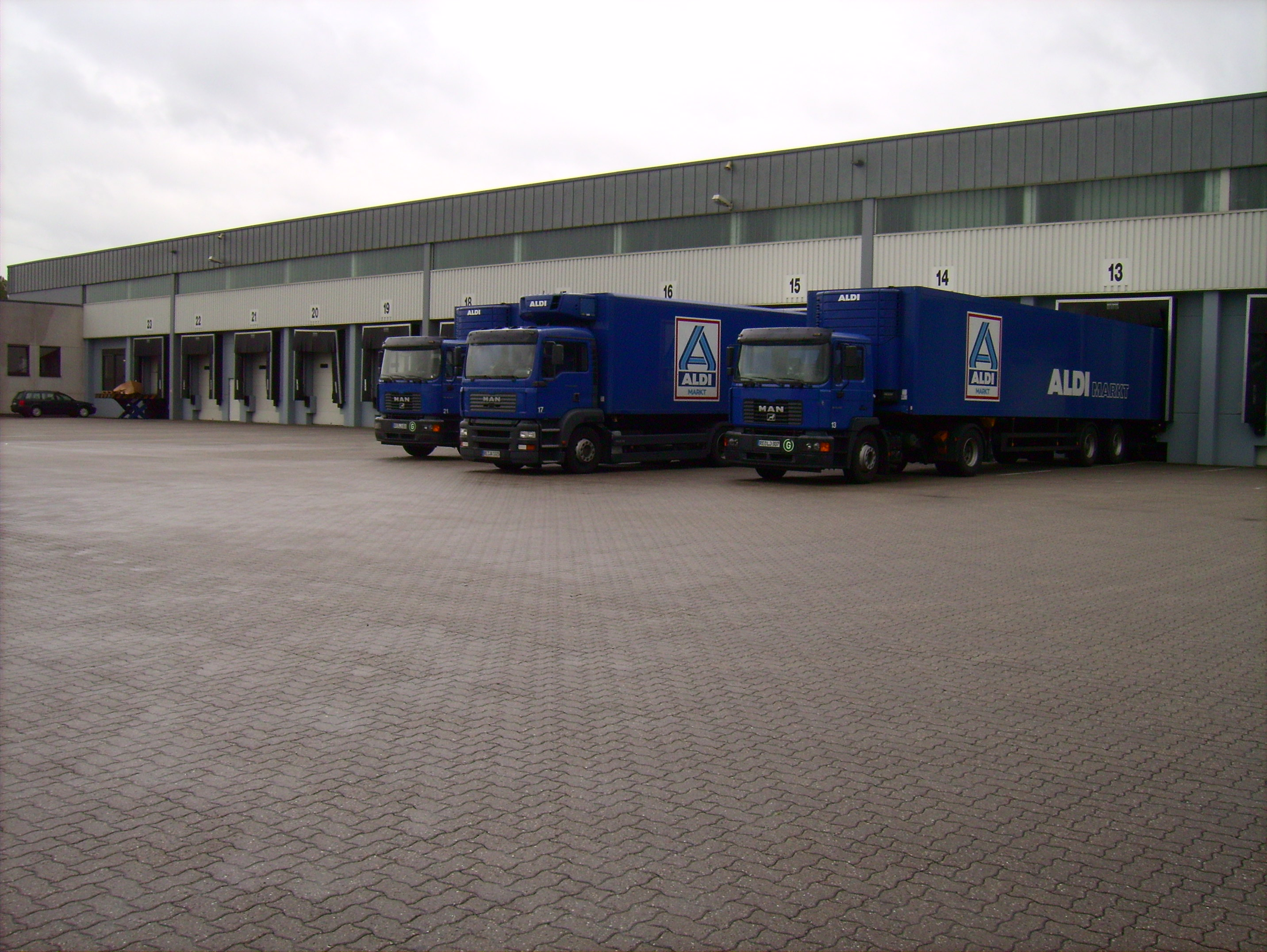
Aldi-Nord-Lkw an der Laderampe der Regionalgesellschaft Datteln

- Aldi-Süd-Regionalgesellschaften gibt es in Adelsdorf, Aichtal, Bingen, Bous, Butzbach, Donaueschingen, Dormagen, Ebersberg, Eschweiler, Geisenfeld, Helmstadt, Kerpen, Kirchheim an der Weinstraße, Kleinaitingen, Langenfeld, Langenselbold, Mahlberg, Mönchengladbach, Mörfelden-Walldorf, Murr, Rastatt, Regenstauf, Rheinberg, und Sankt Augustin. Im April 2017 wurde die Regionalgesellschaft in Eichenau,[66] im April 2020 die Zentralen in Mülheim an der Ruhr und Roth,[67][68] im Juni 2021 die Regionalgesellschaft in Wittlich, im Oktober 2021 die Regionalgesellschaft in Altenstadt (Iller), im Februar 2022 die Regionalgesellschaft in Montabaur und im April 2022 die Regionalgesellschaft in Ketsch aufgelöst.[69][70]

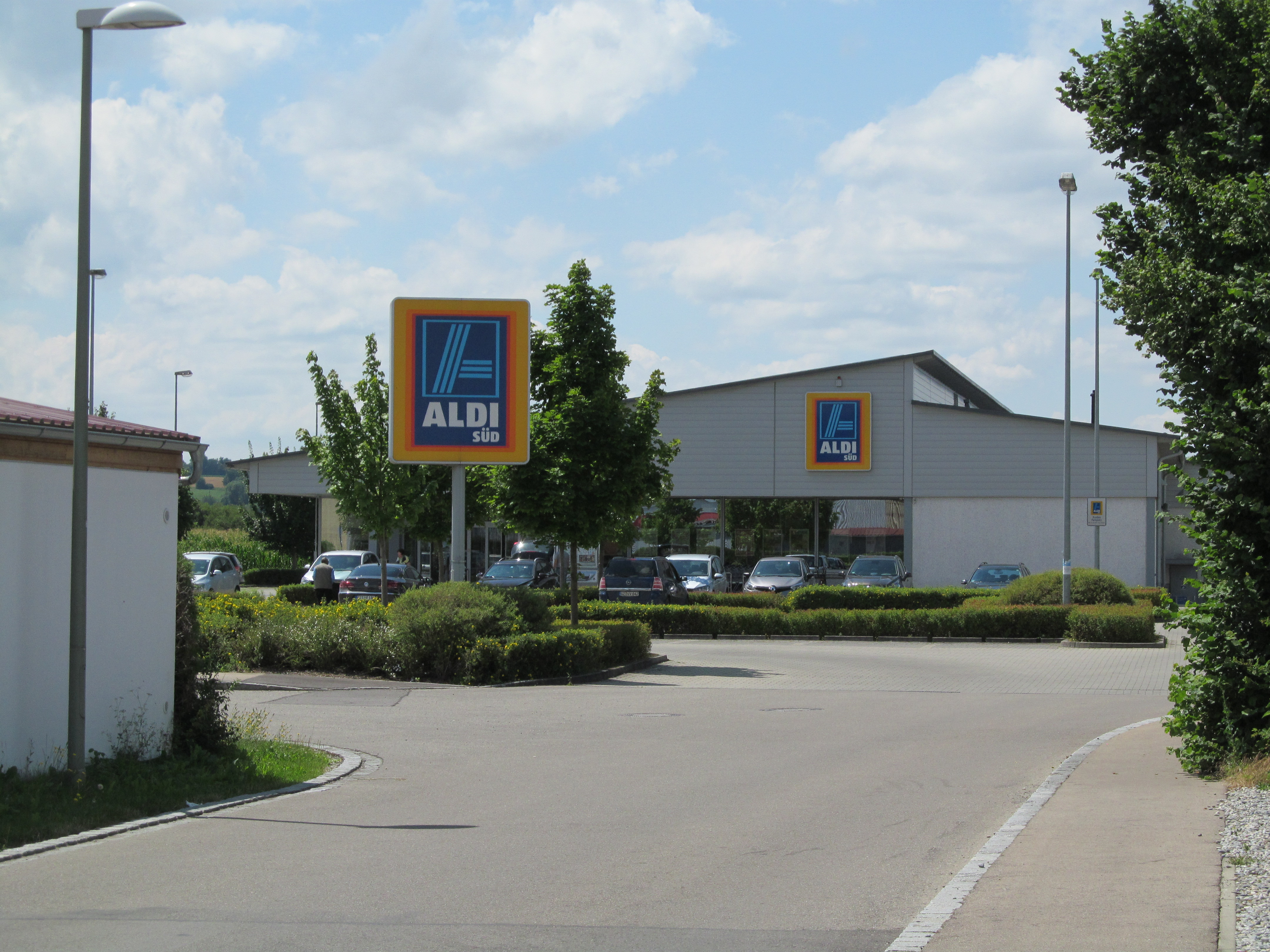
Filiale von Aldi Süd in Thannhausen
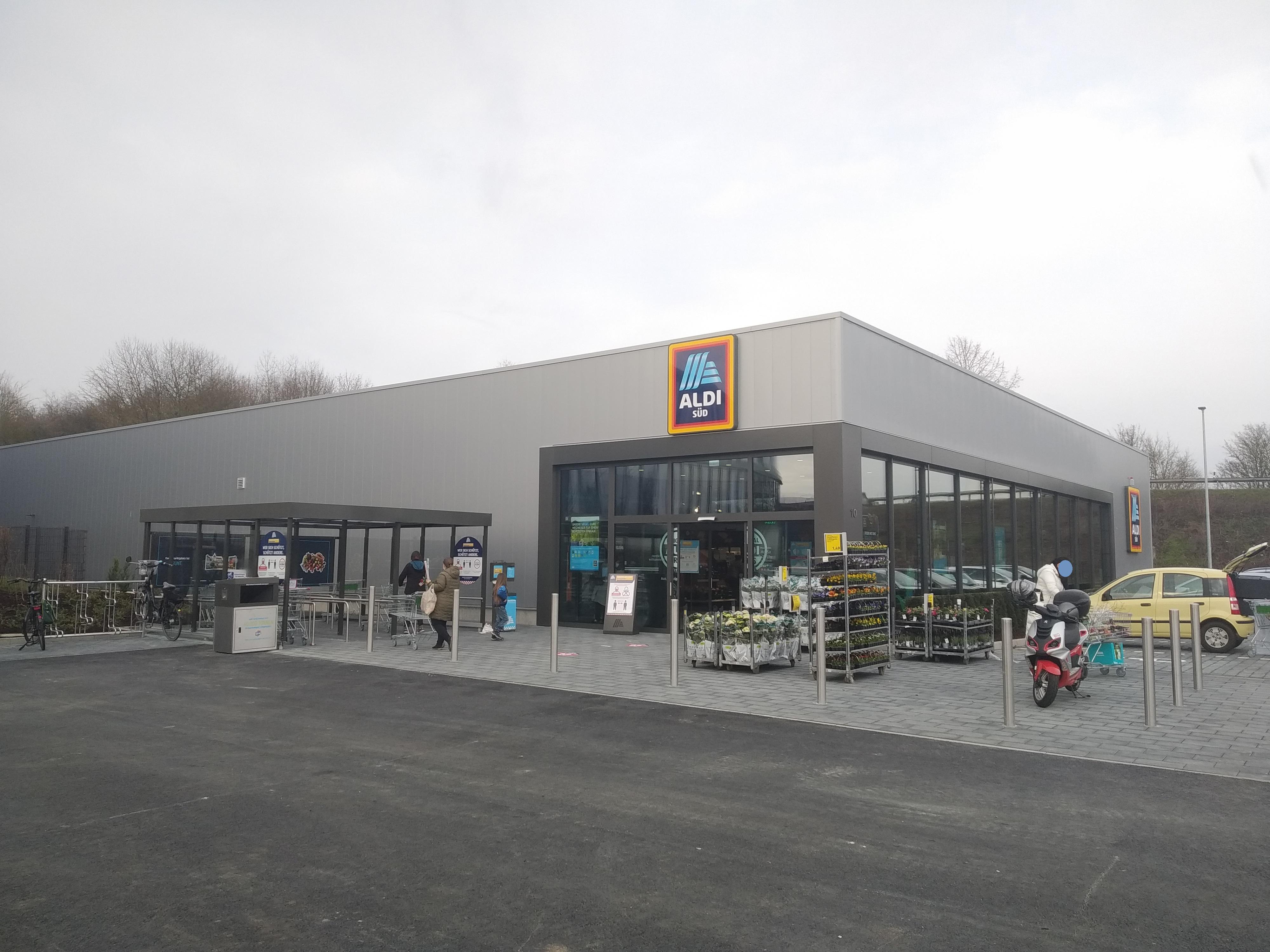
Im März 2021 neu eröffnete Filiale von Aldi Süd in Diez an der Lahn
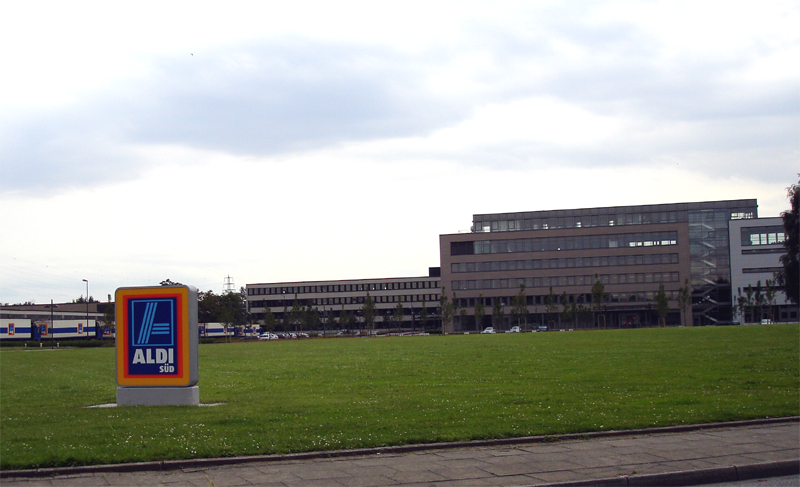
Aldi Süd: Zentrale in Mülheim an der Ruhr

Es gibt mehrere Aldi-Gesellschaften, die zentrale Aufgaben wie Einkauf und Immobilienverwaltung für beide Unternehmensgruppen übernehmen, beispielsweise die Aldi Einkauf GmbH & Co. oHG.

## Produktion

### Kaffee
Aldi besitzt auch eigene Kaffeeröstereien. Aldi Nord betreibt diese in Weyhe und Herten; die Röstereien von Aldi Süd sind in Mülheim an der Ruhr und in Ketsch.
Im Jahr 2017 gründete Aldi Süd das Tochterunternehmen NewCoffee GmbH & Co. oHG, unter dem die Kaffeeröstereien in Mülheim an der Ruhr und Ketsch als eigenständiges Tochterunternehmen der Unternehmensgruppe Aldi Süd firmieren. Die Rösterei in Mülheim an der Ruhr wurde Ende 2023 geschlossen. Die Rösterei in Ketsch wird seit 2023 erweitert.

### Mineralwasser
Im November 2022 wurde die Altmühltaler Mineralbrunnen GmbH mit den beiden Brunnenbetrieben in Treuchtlingen und Baruth von ALDI Nord gekauft und nach einer Umfirmierung als Altmühltaler Getränke GmbH weitergeführt.

### Agrarholding
Die Lukas-Stiftung ist durch ihre Tochtergesellschaft Boscor Gruppe an der ADIB Agrar-, Dienstleistungs-, Investitions- und Baugesellschaft beteiligt, auf die wiederum die 2007 erworbene Aschara Landwirtschaftsgesellschaft, die Landgut Grumbach sowie die Geithainer Landwirtschaftsgesellschaft 2023 verschmolzen wurden. Die Stiftung stieg 2020 mit dem Kauf der Adib GmbH zu den größten Grundeigentümern des Landes Thüringen auf. Die Summe der bewirtschafteten Flächen wird auf 6000 Hektar Land, teils in Eigentum, teils in Pacht geschätzt.

## Struktur international

Aufteilung von Aldi in Europa (Stand: Juni 2018)
Aldi Nord
Aldi Süd

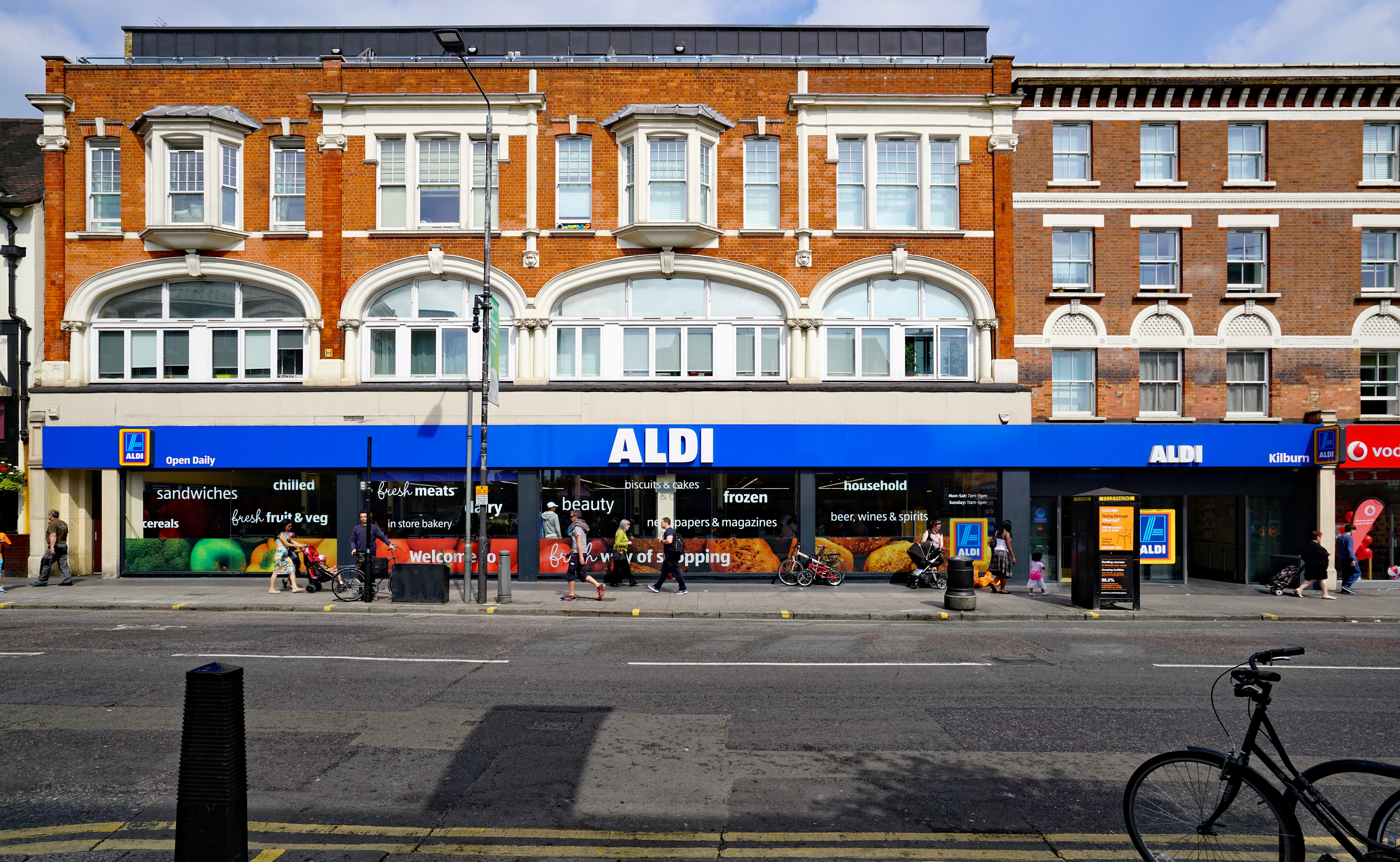
Aldi-Filiale in London im Vereinigten Königreich

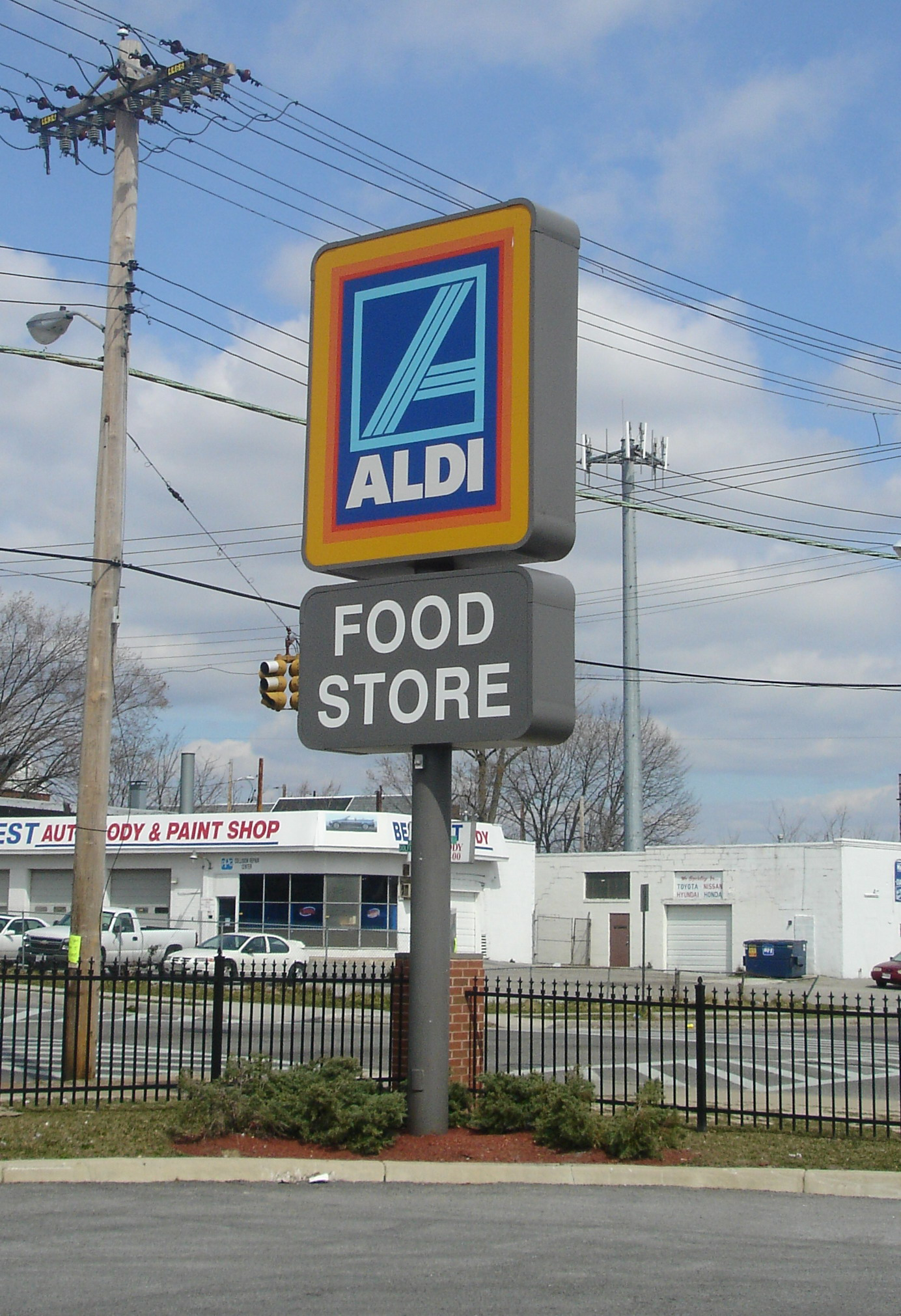
Aldi-Schild in Baltimore, USA

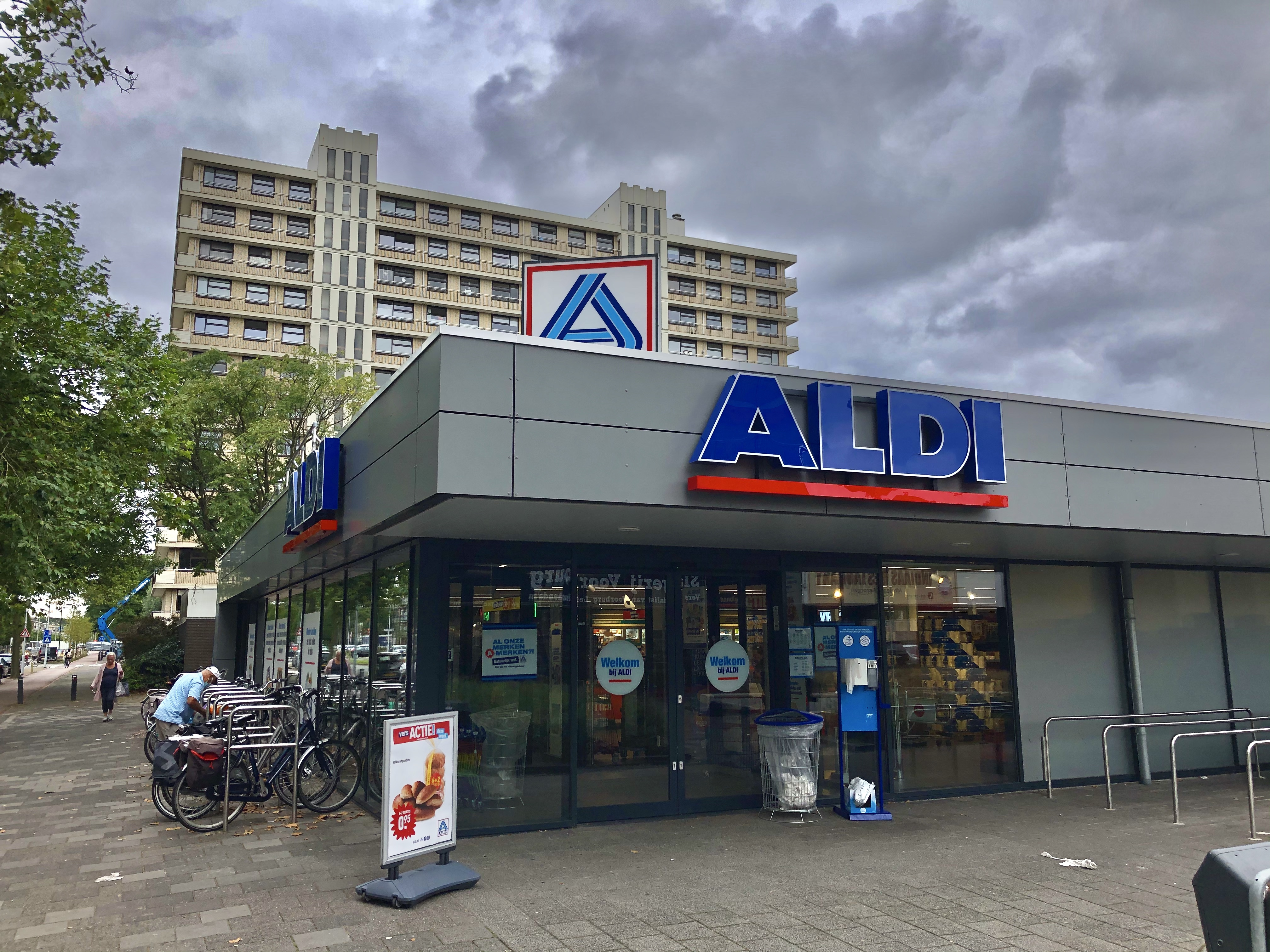
Aldi in Voorburg, Niederlande

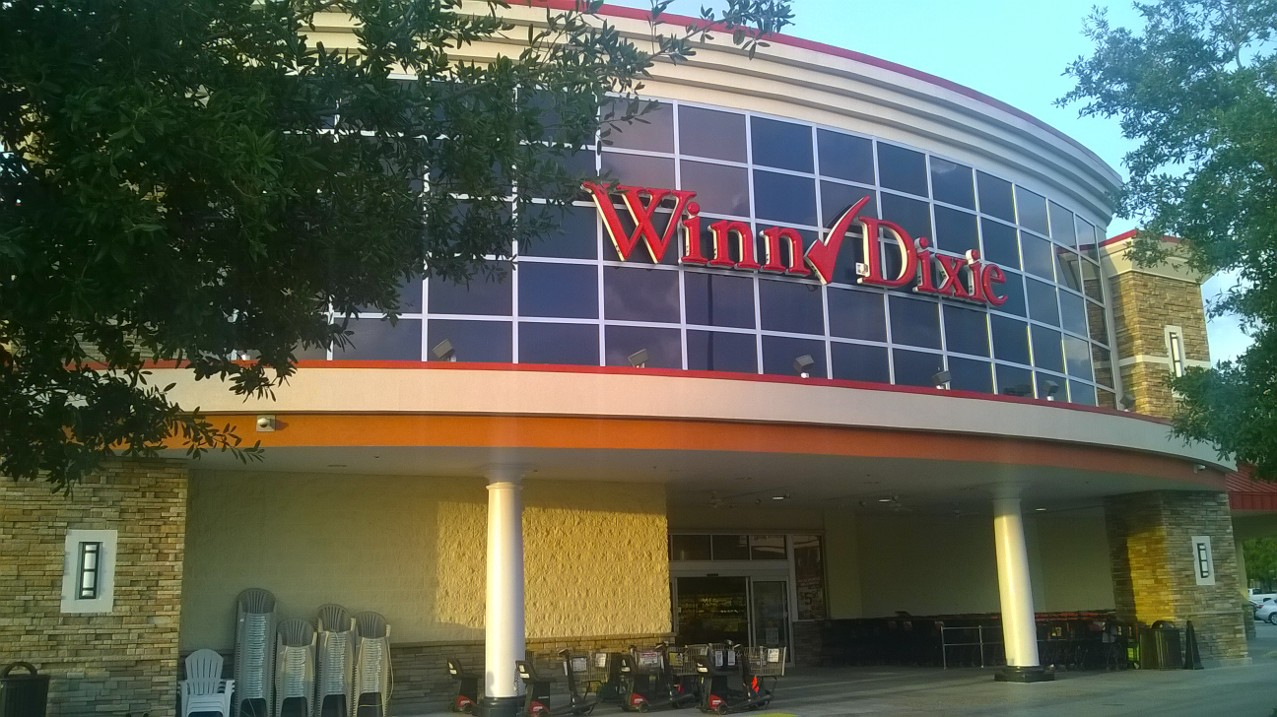
Winn-Dixie in Port Charlotte, Florida (USA), 2016. Aldi Süd übernahm den Lebensmittelhändler im Jahr 2024.

Aldi Nord und Aldi Süd sind weltweit wie folgt vertreten:
| Land                   | Aldi-Gruppe                                       | seit | Filialen   | Stand   |
| ---------------------- | ------------------------------------------------- | ---- | ---------- | ------- |
| Deutschland            | Nord                                              | 1961 | 2236       | 01/2025 |
| Deutschland            | Süd                                               | 1962 | 2034       | 01/2025 |
| Australien             | Süd                                               | 2001 | 599        | 01/2025 |
| Belgien                | Nord                                              | 1973 | 443        | 03/2025 |
| Volksrepublik China    | Süd                                               | 2017 | 60         | 04/2025 |
| Frankreich             | Nord                                              | 1988 | 1314       | 01/2025 |
| Irland                 | Süd                                               | 1998 | 163        | 02/2025 |
| Italien                | Süd                                               | 2018 | 190        | 02/2025 |
| Luxemburg              | Nord                                              | 1990 | 21         | 03/2025 |
| Niederlande            | Nord                                              | 1975 | 491        | 03/2025 |
| Österreich             | Hofer (Süd)                                       | 1968 | 541        | 03/2025 |
| Polen                  | Nord                                              | 2008 | 362        | 03/2025 |
| Portugal               | Nord                                              | 2006 | 141        | 12/2024 |
| Schweiz                | Aldi Suisse (Süd)                                 | 2005 | 246        | 03/2025 |
| Slowenien              | Hofer (Süd)                                       | 2005 | 92         | 12/2024 |
| Spanien                | Nord                                              | 2002 | 476        | 02/2025 |
| Ungarn                 | Süd                                               | 2008 | 182        | 12/2024 |
| Vereinigtes Königreich | Süd                                               | 1990 | 1050       | 03/2025 |
| Vereinigte Staaten     | Aldi & Winn-Dixie & Harveys Supermarket (Süd) (*) | 1976 | 2430 + 194 | 12/2024 |
| Aldi Nord              |                                                   |      | 5484       | 12/2024 |
| Aldi Süd               |                                                   |      | 7781       | 12/2024 |
| Aldi Nord + Süd        |                                                   |      | 13.265     |         |
| Vereinigte Staaten     | Trader Joe’s (Nord)                               | 1979 | 608        | 01/2025 |
| Aldi gesamt            |                                                   |      | 13.873     |         |

(*) Weil Aldi (Süd) die Namensrechte an „Winn-Dixie“ und „Harveys Supermarkets“ im Februar 2025 verkauft hat, müssen diese Filialen bis spätestens Ende 2027 auf Aldi „umgeflaggt“ werden.
Der Markteintritt in Griechenland durch Aldi Süd (verantwortet von Hofer) im November 2008 wurde aufgrund des fehlenden Erfolgs Ende Dezember 2010 wieder rückgängig gemacht. Nach 45 Jahren gab Aldi Nord 2022/23 die Präsenz in Dänemark auf. Die meisten Filialen übernahm der norwegische Konkurrent Rema 1000. Neue Expansionsländer werden abwechselnd auf Aldi Süd und Aldi Nord aufgeteilt und die Verteilung gemeinsam abgesprochen. Für den Markteintritt Aldi Süds in China soll Aldi Nord in zwei Länder expandieren.
Seit September 2014 befindet sich die Internationale Management Holding von Aldi Süd in Salzburg. Unter dem Dach von Hofer wird die internationale Entwicklung der Unternehmensgruppe Aldi Süd weltweit gesteuert. Die rund 1200 Mitarbeiter im September 2023 sollen 2026 an einem zentralen Standort in Salzburg tätig sein.
Aldi kündigte im Mai 2017 an, mit einer Investition von 1,5 Milliarden Euro 400 neue Filialen in den USA zu eröffnen und die Mehrzahl der bestehenden Filialen auszuweiten. Analysten sehen durch das Auftreten von Lidl, die Reaktion von Walmart und Pläne von Amazon große Veränderungen auf den US-Lebensmittelhandel zukommen. Seit 2014 sind in den USA schon 20 Lebensmittelhändler infolge des Preiskriegs insolvent geworden. 2023 wurde die Übernahme von ca. 400 Winn-Dixie und Harveys-Filialen im Südosten der USA bekanntgegeben. Im Februar 2025 gab Southeastern Grocers bekannt, dass 170 Harvey’s- und Winn-Dixie-Filialen sowie 170 spezielle Spirituosen-Geschäfte von Aldi Süd zurückgekauft worden sind und unter ihrem alten Namen weitergeführt werden. Eingeschlossen in diesen Deal sind die Namensrechte an „Winn-Dixie“ und „Harvey´s“. Aldi Süd muss daher die verbliebenen 220 Filialen bis spätestens Ende 2027 auf „Aldi“ umflaggen.

### Hofer / Aldi Suisse
Die von Helmut Hofer im Jahr 1962 gegründete Filialkette Hofer mit rund 30 Filialen wurde 1967 von Aldi Süd übernommen. Da der Name Aldi in Österreich nicht nutzbar ist (er gehört der Firma Adel Lebensmittel Diskont), firmiert sie seitdem als Hofer KG. Das Aldi-Süd-Konzept wurde nach und nach umgesetzt. Das Hofer-Logo – ursprünglich ein weißer Schriftzug „Hofer“ auf blauem Balken – wurde später um die zwei Linienscharen des Aldi-„A“s ergänzt und gleicht heute (abgesehen vom Schriftzug HOFER) dem Logo von Aldi Süd (siehe Abschnitt Logos).
Die Aldi Suisse AG ist ein Schweizer Unternehmen mit Hauptsitz in Jonschwil und gehört zur Unternehmensgruppe Hofer S/E. 2015 erwirtschaftete Aldi Suisse 1,42 Milliarden Euro (umgerechnet 1,52 Milliarden Franken) Nettoumsatz. Das macht im Durchschnitt 8,4 Millionen Franken pro Filiale. Die ersten vier Filialen wurden am 27. Oktober 2005 in Weinfelden, Amriswil, Altenrhein SG und Gebenstorf eröffnet.

### Markteintritt von Aldi Süd nach China
Im Frühjahr 2017 erfolgte der Markteintritt von Aldi Süd nach China. Der Handel ausgewählter Produkte erfolgte hier zunächst ausschließlich online über die Plattform Tmall Global, einem Online-Marktplatz, der von der chinesischen Alibaba Group betrieben wird. In dem Online-Shop sollen demnach vor allem Weine und ungekühlte Lebensmittel angeboten werden. Australische Lieferanten würden einen Großteil des Sortiments für den Online-Shop stellen und bekommen so Zugang zum weltgrößten Markt mit 1,4 Milliarden Kunden, teilte Aldi Süd mit.
Die erste Aldi-Süd-Filiale wurde am 7. Juni 2019 in Shanghai eröffnet. Zielgruppe von Aldi China ist die Mittelschicht, denen „keine Billigware, sondern ausgesuchte, höherwertigere [sic!] Produkte“ angeboten werden.

### Logos (1945 bis heute)

Albrecht KG
Historisches Logo der Albrecht KG (1945–1961)

Aldi Nord
Aktuelles Logo von Aldi Nord
Schriftzug, der seit 2016 an der Außenseite von neuen Aldi-Nord-Märkten verwendet wird
Aldi Marché, Frankreich
Logo der Tochtergesellschaft Trader Joe’s

Aldi Süd
Aldi-Süd-Logo (1982–2006)
Aldi-Süd-Logo (2006–2017)
Logo von Aldi Süd seit 2017
Aldi-Süd-Logo mit Hofer-Schriftzug (Österreich, 2006–2017)
Logo von Hofer seit 2017

### Finanzen
Umsätze und Erträge der Gruppe wurden bis zum Jahr 2000 nicht veröffentlicht. Mittlerweile werden die Zahlen sowohl für die Gesellschaften Nord als auch für Süd im Bundesanzeiger publiziert.
Der Umsatz 2010 in Deutschland betrug 22,5 Milliarden Euro (Aldi Nord: 9,95 Milliarden Euro, Aldi Süd: 12,5 Milliarden Euro), der weltweite Umsatz betrug 52,8 Milliarden Euro. Die Umsatzrendite betrug 2010 in Deutschland 3,0 % (Aldi Nord) bzw. 3,7 % (Aldi Süd).
Aldi Nord und Aldi Süd sind vollständig in Familienbesitz. Die Kapitalausstattung wird als sehr solide bezeichnet; nach eigenen Angaben hat Aldi keine Verbindlichkeiten. Soweit bekannt, ist Aldi Nord über seine Immobilientochter Eigentümer sämtlicher Logistikzentren. Der Filialbestand ist ebenfalls größtenteils Eigentum, gemietete Objekte werden im Zuge des Flächentausches und der Vergrößerung verstärkt durch eigene Objekte ersetzt. Aldi Süd ist ebenfalls Eigentümer fast aller Gebäude (Märkte, Logistikzentren) und Grundstücke, hat aber auch Fremdkapital aufgenommen, um die weitere Immobilienexpansion zu finanzieren. Damit verließ Aldi Süd den bisherigen Weg der totalen Unabhängigkeit von Kreditgebern durch das Vermeiden von Fremdkapital.

## Sortiment

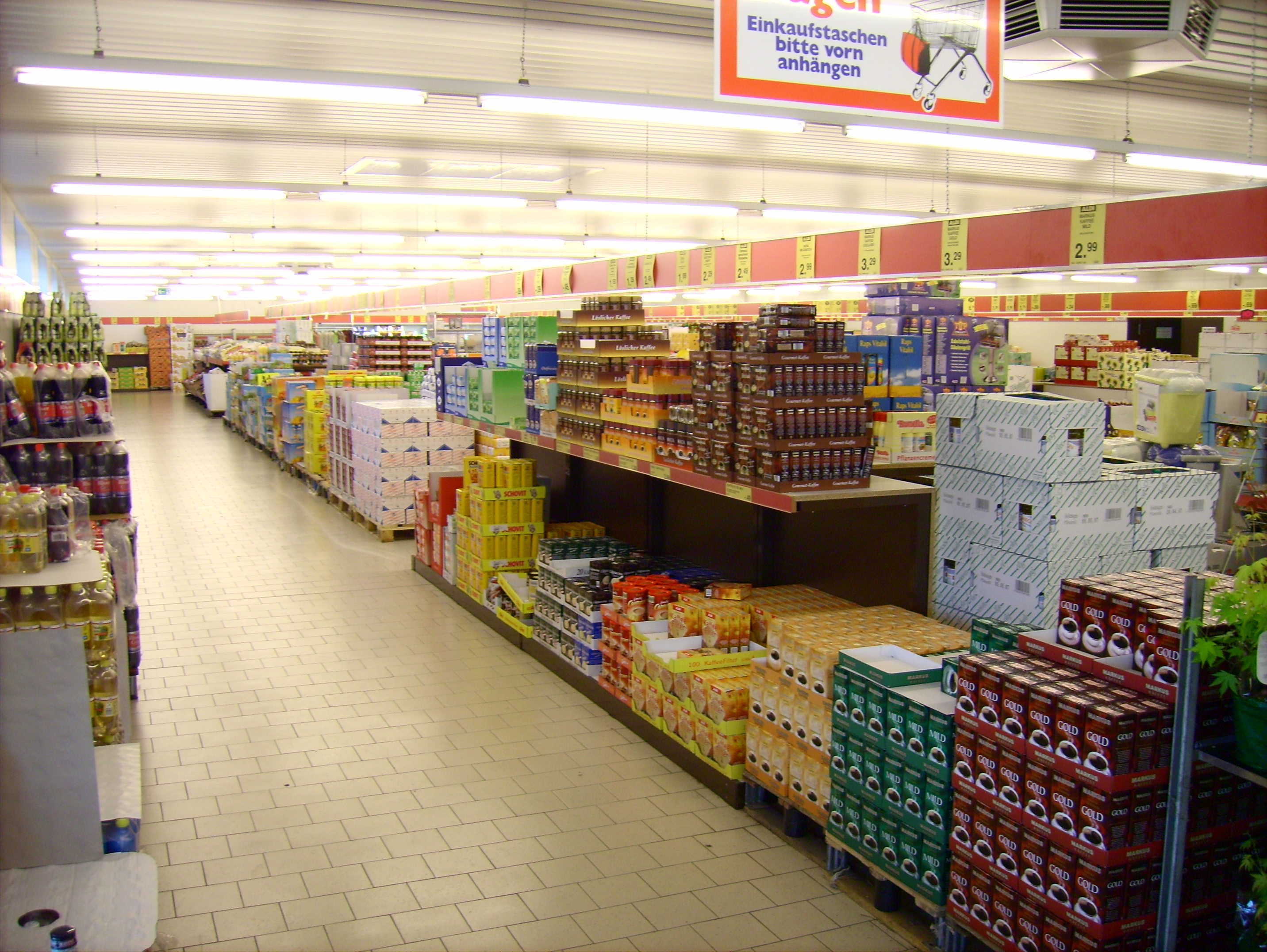
Innenansicht eines Aldi-Nord-Marktes, 2006

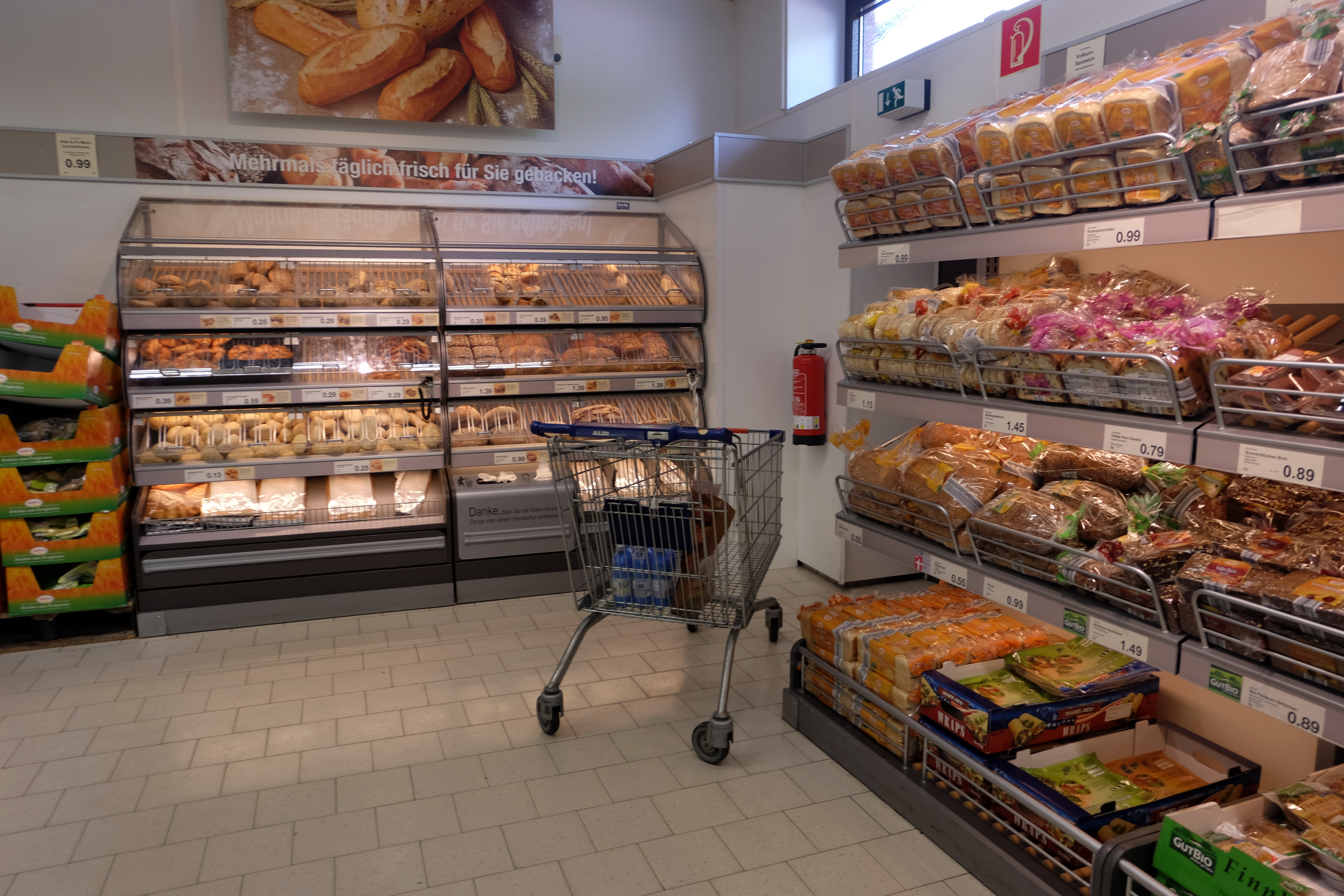
Backwaren (Aldi Nord), 2015

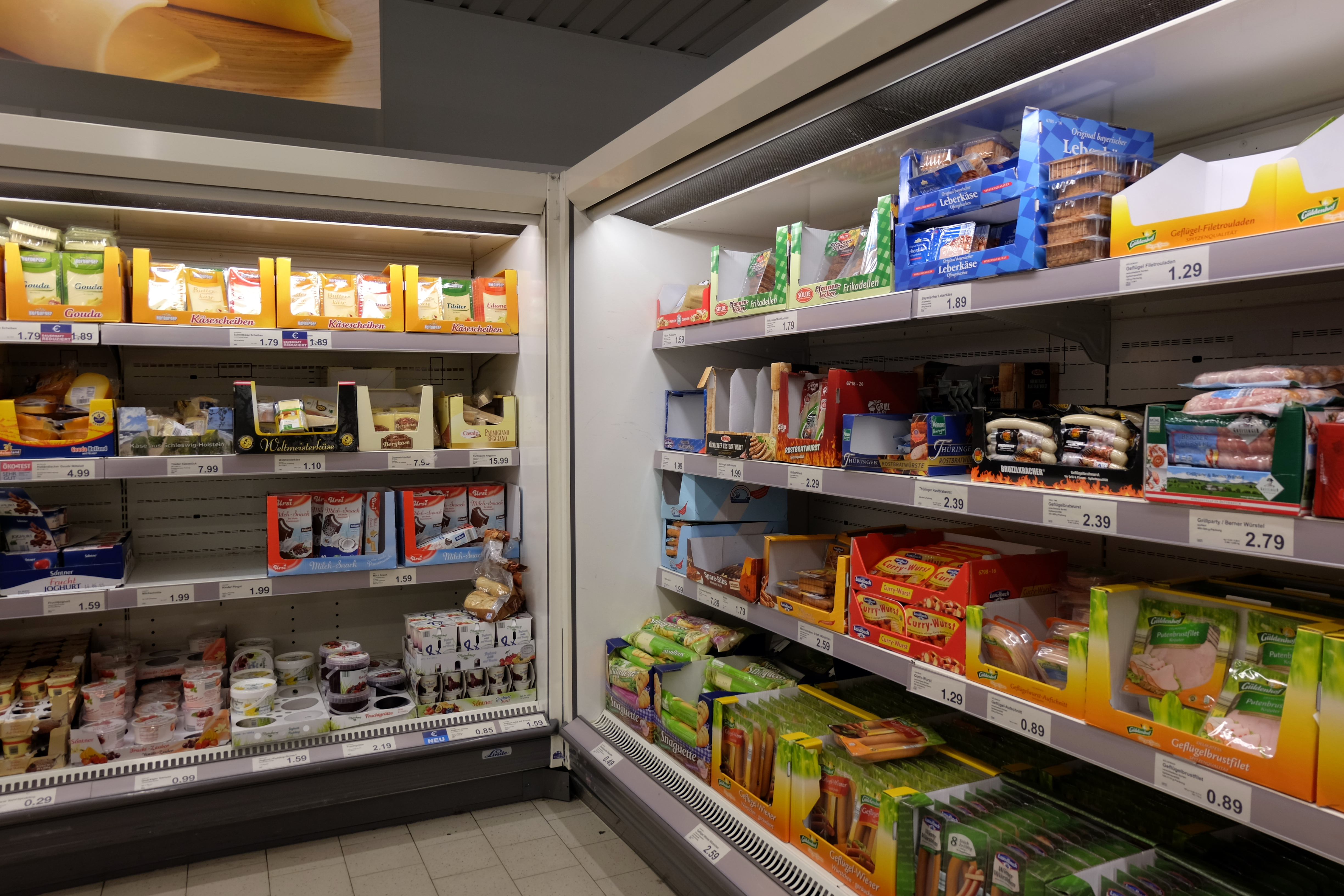
Kühlwaren (Aldi Nord), 2015

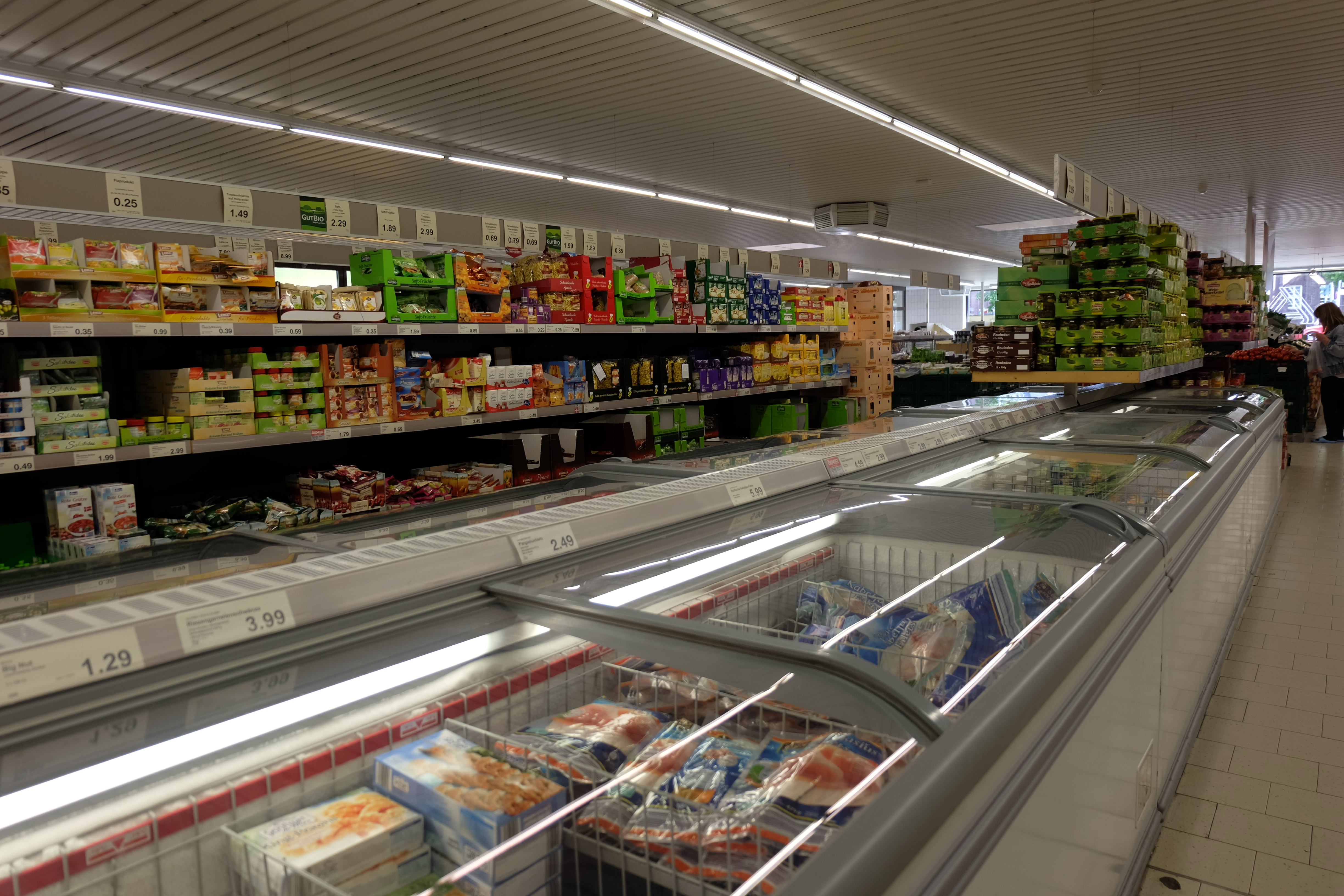
Tiefkühlwaren (Aldi Nord), 2015

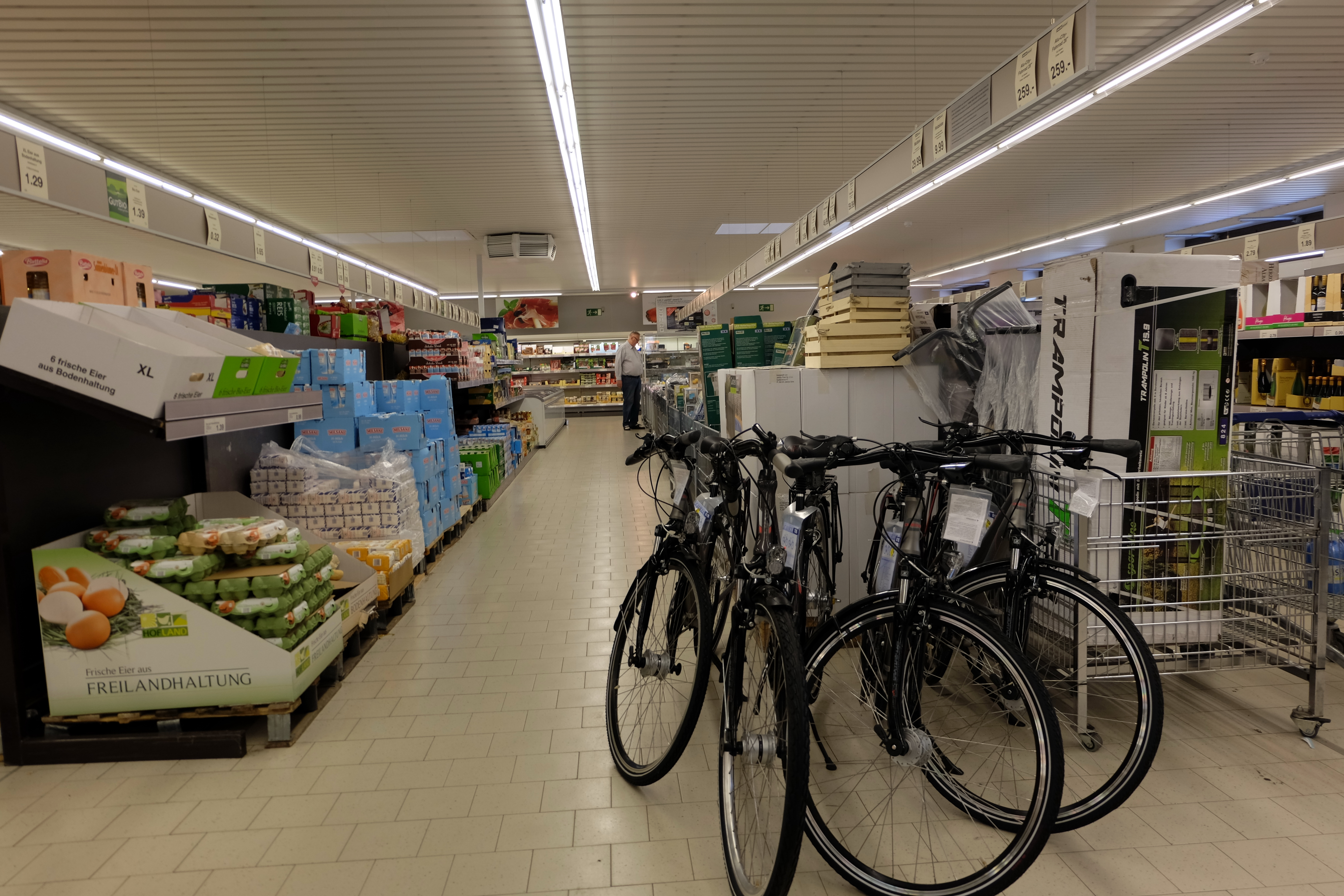
Eier, Milch und Fahrräder (Aldi Nord), 2015

Die Grundidee ist, nur Produkte im Sortiment zu führen, die bei einem gewissen Mindestumsatz eine hohe Warenumschlagshäufigkeit aufweisen, sogenannte Schnelldreher. Das Sortiment ist somit verhältnismäßig schmal und besteht aus rund 1360 Basisartikeln, 170 Bioartikeln im Standard-, Saison- und Aktionsartikelsortiment und pro Woche etwa 80 Aktionsartikeln.

### Marken
Die früher bei allen Markenartikeln übliche Bindung der Verbraucherpreise (Preisbindung der zweiten Hand) gab den Albrecht-Brüdern keine Möglichkeit, Markenartikel günstiger anzubieten. Deshalb blieb Aldi nur der Ausweg über markenfreie Produkte, die sogenannten No-Name-Produkte. Es galt, Hersteller zu finden, die Produkte speziell für Aldi mit Fantasie-Namen abpackten, die keiner Preisbindung unterlagen. Viele Markenartikler waren anfangs dazu nicht bereit, weil sie negative Reaktionen ihrer Bestandskunden befürchteten und auch tatsächlich erlebten. Aufgrund der raschen Expansion von Aldi und wegen ihrer von Anfang an guten Qualität erreichten diese Aldi-Eigenmarken schnell die Bekanntheit und den Distributionsgrad bekannter Markenartikel.
Für Aldi hat dieses Konzept den zusätzlichen Nutzen, dass der Verbraucher nicht eine bekannte Marke kauft, die er genauso gut in jedem anderen Supermarkt erhalten kann, sondern eingestellt wird auf eine Meinung wie beispielsweise „Die Schokolade von Aldi ist gut“.

### Lebensmittel

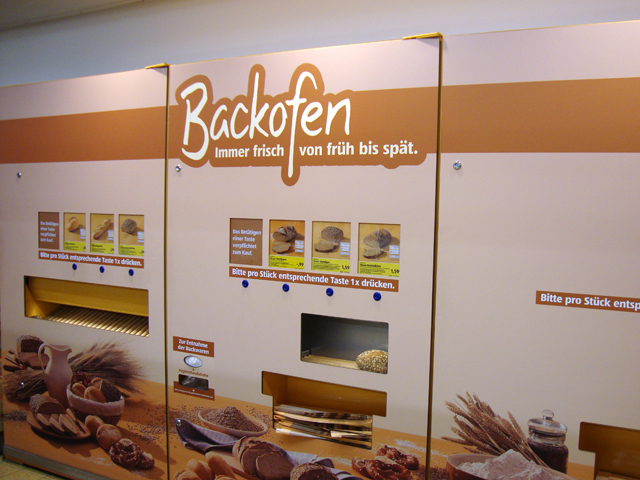
Backautomat bei Aldi Süd, 2010

Seit 1998 werden bei Aldi Süd Tiefkühltruhen eingesetzt.
Aldi Nord verkauft seit Juni 2003 loses Obst und Gemüse, das an der Kasse abgewogen wird. Seit 2016 ist auch bei Aldi Süd loses Obst und Gemüse erhältlich. Seit 2018 werden einige Fleischprodukte, mit dem Neuland-Tierwohllabel, unter der Eigenmarke „Fair & Gut“ vertrieben. Ende Juni 2021 kündigten Aldi Nord und Süd an, ab 2030 ausschließlich Fleisch aus tiergerechterer Haltung verkaufen zu wollen.
Ende April 2019 wurde das „Fair & Gut“-Sortiment um eine Weidemilch erweitert, die auch das Etikett „Für Mehr Tierschutz“ des Deutschen Tierschutzbundes trägt.
Sehr erfolgreich sind Nord und Süd im Kaffeegeschäft: Der gesamte Röstkaffee wird in eigenen Röstereien hergestellt. Aldi Nord lässt „Markus Kaffee“ bei der Markus Kaffee GmbH & Co. KG in Weyhe und Herten rösten. Das Aldi-Süd-Tochterunternehmen NewCoffee lässt „Amaroy Kaffee“ in Röstereien in Mülheim an der Ruhr und in Ketsch produzieren. Seit 2013 hat Aldi den größten Marktanteil am Weinabsatz in Deutschland und ist in vielen anderen Warengruppen ebenfalls Marktführer.

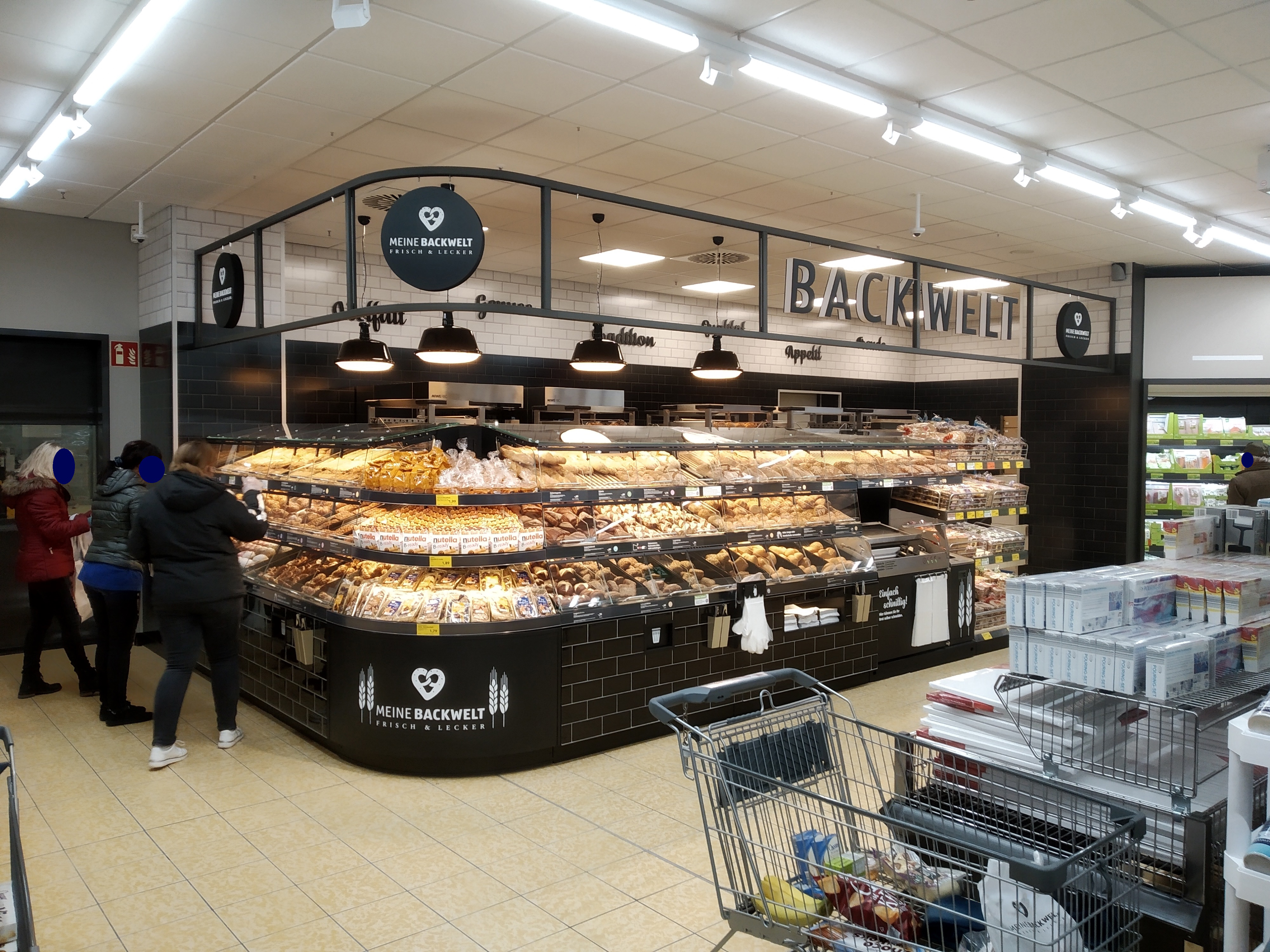
Backwarentheke „Meine Backwelt“ in Aldi-Süd-Filiale nach Wiedereröffnung am 20. Februar 2020

Die Filialen von Aldi Süd wurden ab 2010 mit Backautomaten ausgerüstet. Der Brotbackautomat gibt Brotprodukte auf Knopfdruck heraus. Im Juli 2010 erhob der Zentralverband des Bäckerhandwerks Klage gegen Aldi wegen irreführender Werbung. Kritisiert wurde die Werbung: „Ab sofort backen wir den ganzen Tag Brot und Brötchen für Sie – frisch aus dem Ofen.“ In der Klageschrift hieß es, die Produkte würden in den Automaten „nur erhitzt und/oder gebräunt“. Es kam nicht zu einem Urteil. Ab 2015 testete Aldi Süd in wenigen ausgewählten Filialen eine Backwarentheke, welche Anfang 2018 offiziell eingeführt wurde und sukzessive die Backautomaten ersetzen soll. Im November 2021 waren über die Hälfte der Filialen von Aldi Süd in Deutschland mit einer Backwarentheke anstatt des Backautomaten ausgestattet.

### Der Gebrauchsgüterbereich und der Aldi-PC
Der steigende Anteil an Gebrauchsgütern zieht sich seit Anfang der 1990er Jahre wie ein roter Faden durch die Firmengeschichte nicht nur von Aldi, sondern auch von anderen Lebensmittel-Discountern. Im Unterschied zu Lebensmitteln haben Gebrauchsgüter den Charakter kurzzeitiger Aktionsangebote. Mitunter wird im Rahmen einer Themenwoche ein Sortiment artverwandter Artikel angeboten, z. B. ein breites Sortiment an Campingprodukten.
Während sich in der Frühzeit der Gebrauchsgüterbereich auf Textilien und Haushaltsgegenstände beschränkte, erweiterte sich das Angebot im Laufe der 1990er Jahre auf Unterhaltungselektronik. Einen Höhepunkt erreichte die Gebrauchsgütersparte durch den sogenannten Aldi-PC, einen in großen Zeitabständen für den Massenmarkt eigens von Aldi in Auftrag gegebenen Personal Computer.
Als erster Computer bei Aldi kam der „Aldi-C16“ im Frühjahr 1986 als Set zum Preis von 149 Mark in den Handel, wobei das zuerst lediglich ein Abverkauf von Restbeständen von Commodore war, der aber einen Nachfrageboom auslöste.
Ein Jahr später, im Spätsommer 1987, wurde dann der C64 von Aldi verkauft, für einen Preis von 299 Mark. Diese C64 waren laut Typenschild in den USA hergestellt. Als Besonderheit hatten die Gehäuse keine Typenbeschriftungen der Hardwareanschlüsse und eine weiße Tastatur. Der erste „Aldi-PC“ wurde 1995 auf den Markt gebracht. Auf die ersten Aldi-PCs gab es einen regelrechten Ansturm, weil das Preis-Leistungs-Verhältnis sehr gut war. Der erste Aldi-PC mit integriertem Internetanschluss kam Ende 1999 auf den Markt.
Die meisten bei Aldi angebotenen technischen Geräte kommen von Medion.
In den Aldi-Süd-Filialen wurden von Anfang der 2000er Jahre bis etwa 2014 Medion-Produkte vielfach unter der Pseudonym-Marke Tevion angeboten, die eine Eigenmarke von Aldi Süd ist und auch Produkte anderer Hersteller umfasst.
Seit 2003/2004 bietet Aldi Süd in Deutschland auch Tabakwaren an.
Aldi bietet in Deutschland seit Juli 2005 über Medion einen Online-Fotoservice, bei dem Papierabzüge von Digitalbildern nach Hause bestellt werden können.
Am 7. Dezember 2005 stieg Aldi nach guten Erfahrungen bei Hofer in Österreich auch in Deutschland ins Mobilfunkgeschäft ein. Aldi Nord und Aldi Süd bieten den Kunden in Kooperation mit Medion als Mobilfunkanbieter sowie der Telefónica Deutschland Holding als Vertragspartner den Prepaid-Tarif Aldi Talk an.
Seit Januar 2007 vermitteln Aldi Nord und Aldi Süd auch in Deutschland und der Schweiz Pauschalreisen. Ausführender Partner ist das Unternehmen Berge & Meer, eine TUI-Tochter. Die Zusammenarbeit mit Eurotours International begann Hofer Reisen in Österreich bereits 2003. Von 19. April 2013 bis Februar 2014 vermittelten Aldi Nord und Süd in Kooperation mit dem Bonner Busunternehmen Univers auf dem Internetportal Aldi Reisen auch Fernbusfahrten.
Seit Februar 2008 hat Aldi Nord ein Sortiment von etwa 70 Zeitschriften (Tageszeitungen und Illustrierte). Aldi Süd testete das ab September 2018 in einigen Filialen.
Seit April 2008 wird ein Onlinebestellservice von Schnittblumen angeboten. Aldi ist nur Vermittler; den Auftrag wickelt das Unternehmen fleurfrisch ab, eine Tochtergesellschaft von Landgard, dem langjährigen Vertragslieferanten der Pflanzenangebote bei Aldi. Die eigentliche Zusammenstellung der Sträuße übernimmt ein von fleurfrisch beauftragter Bündelservice, der dafür fast ausschließlich Werkvertrags-Mitarbeiter beschäftigt.
Für das Jahr 2008 war auch der Vertrieb von Versicherungen in Kooperation mit Signal Iduna geplant. Nach Protesten des Bundesverbandes Deutscher Versicherungskaufleute zog sich Aldi aus der Kooperation zurück.
Über die Plattform Aldi life music konnten Kunden ab 2015 Musik von Napster streamen. Heute heißt die Plattform Aldi Music und bietet Musik und Hörbücher an. Im Oktober 2016 kamen als Aldi life eBooks E-Books hinzu. Im August 2017 wurde als Aldi life Games Computerspiele hinzugefügt. Die später in Aldi Gaming umbenannte Plattform wurde Ende August 2023 eingestellt.
Im Dezember 2016 führte Aldi zum elften Geburtstag der Marke Aldi Talk einen eigenen Onlineshop auf ihrer Website ein. Neben den Tarifen wurde dieser um Smartphones oder Tablets zum Verkauf erweitert.
Aldi Süd bietet seit November 2016 zertifizierten Grünstrom an, der unter der Marke Aldi Grünstrom vermarktet wurde. Seit November 2018 bietet Aldi Süd auch Ökogas an. Sowohl Strom als auch Gas bezieht Aldi über die Pfalzwerke-Onlinemarke 123energie. Vermarktet wird beides derzeit als Aldi Grüne Energie.
Ab Ende Juni 2017 bot Aldi Süd einen Lieferservice an, der im September 2021 in einen Onlineshop umgewandelt wurde.

## Vermarktung

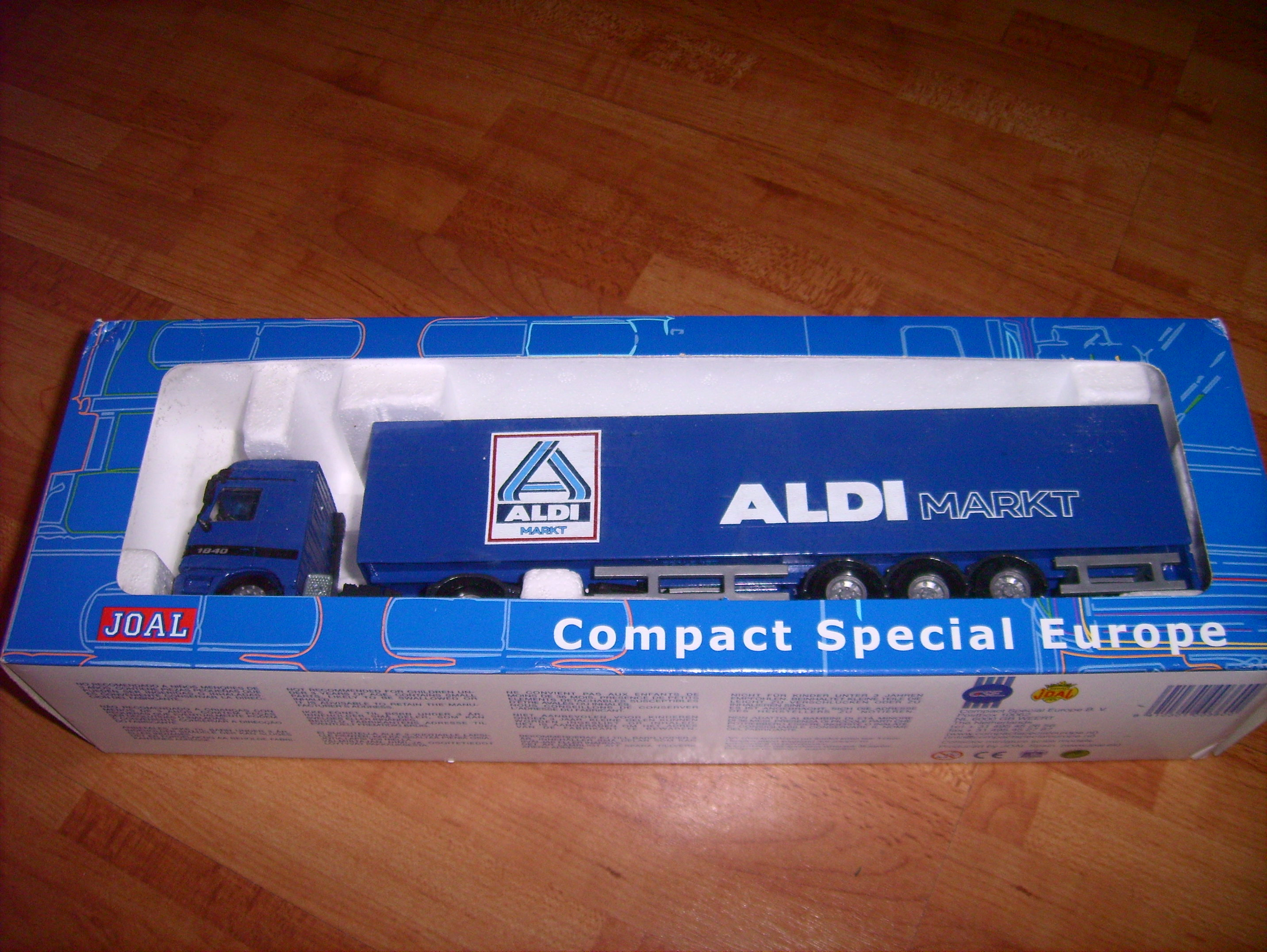
Werbe-Modell-Lkw

Aldi gab in der gesamten Unternehmensgeschichte bis 2016 zu keinem Zeitpunkt Geld für externe Marketing-Agenturen aus. (Karl Albrecht, 1953: „Unsere Werbung liegt im billigen Preis.“)
Bis zu den Jahren 2007 (Aldi Nord) und 2008 (Aldi Süd) verzichteten beide Unternehmen auf eigene Pressestellen. Mittlerweile verfügen Aldi Nord und Aldi Süd über jeweils eigene Kommunikationsabteilungen.
Die wöchentlichen Anzeigen in lokalen Zeitungen sehen seit Jahren gleich aus; sie zeigen die aktuellen Angebote ohne Werbeslogans unter dem Motto „Aldi informiert“. Die Zeitungsanzeigen lösten vorher regelmäßig erscheinende vierseitige Preislisten ab, die teilweise auch an die Haushalte verteilt wurden.
Die Zeitungsanzeigen von Nord und Süd wurden größer (seitdem 1/1 Seite) und farbig. Zudem liegen in den Märkten Flugblätter mit den Angeboten der nächsten Woche aus. Sowohl Aldi Süd als auch Aldi Nord haben ganzjährig drei Aktionen pro Woche, die zu einem mehrseitigen Prospekt zusammengefasst werden. Aldi Nord lässt Prospekte, Flugblätter und Zeitungsanzeigen von einer eigenen Werbeagentur vorbereiten und schalten, die für die Gruppe europaweit tätig ist.
Anfang der 2000er Jahre versuchte sich Aldi Nord in Sachen Merchandising und bot Aldi-Markt-Bausätze, Lkw-Modelle (siehe Foto) und Badetücher in den Aldi-Farben an. Der Aldi-Markt ist im Standardprogramm der Firma Faller.
2010 verzichtete Aldi in einigen Regionen auf Anzeigen in Tageszeitungen und ließ stattdessen die zweiwöchentlich erscheinende Werbebroschüre kostenlos an alle Haushalte verteilten.
Aldi Nord und Aldi Süd haben seit 2010 bzw. 2011 jeweils eine Aldi-App für iOS und Android im Angebot. Darüber lassen sich die aktuellen Kundenprospekte aufrufen und Artikel aus dem Angebot in eine Einkaufsliste eintragen.
2016 haben Aldi Nord und Aldi Süd erstmals in der Unternehmensgeschichte Werbespots im deutschen Fernsehen und online geschaltet. Zum Wahlspruch „Einfach ist mehr“ wurde zudem eine Website online gestellt. Aldi Süd wirbt zudem seit Herbst 2016 mit einem Blog um Kunden. Aldi Süd gibt das Kundenmagazin Aldi inspiriert heraus. Das kostenlose Heft erscheint alle zwei Monate. Es ist auch online als E-Paper verfügbar.
Am 29. Januar 2021 kündigten Aldi Nord und Aldi Süd an, dass man sich mit der Marke „Aldi Gaming“ in der Gaming-Szene engagiere.

## Kassensysteme
Vor der Verbreitung von Scannerkassen war es im Lebensmitteleinzelhandel üblich, jeden Artikel einzeln mit einem Preisetikett auszuzeichnen; dieses wurde von den Kassierern abgelesen und eingegeben.
Bei Aldi gab es keine Preisetiketten: Bei Aldi Nord erfolgte die Registrierung der verkauften Artikel durch Eingabe einer mehrstelligen PLU-Nummer. Bei Aldi Süd wurden die DM-Preise direkt eingegeben, weshalb Kassenbons ohne Artikelbezeichnung die Regel waren. Es war erforderlich, dass die Kassierer die Preise aller Produkte bzw. die PLU-Nummern auswendig lernten. Das Eintippen war mit der damaligen Technik schneller möglich als das Scannen, weshalb Kunden schneller abgewickelt und Personalkosten eingespart werden konnten.
Mit der Einführung des Euro als Bargeld am 1. Januar 2002 als gesetzliches Zahlungsmittel wurden sämtliche Preise exakt umgerechnet und zusätzlich abgerundet. Im Zuge dessen stellte Aldi Süd im Jahr 2000 und Aldi Nord 2002 komplett auf Scannerkassen um.
Da Aldi größtenteils Eigenmarken vertreibt, war es relativ einfach, den Strichcode auf den Produktverpackungen in unüblichen und teilweise ungenormten Größen sowie in größerer Anzahl auf verschiedenen Seiten der Verpackung zu platzieren. Die meisten Aldi-Verpackungen besitzen daher den EAN-Strichcode (unternehmensinterner verkürzter EAN-8-Code) auf mindestens drei Seiten, als lange Streifen oder als Banderole um die ganze Verpackung herum, wohingegen die Produkte in anderen Supermärkten einen genormten kleineren Strichcode an nur einer Stelle besitzen. Die Kassierer müssen daher Aldi-Artikel viel seltener drehen und wenden, um sie vom Scanner zu erfassen, was den Kassiervorgang beschleunigt.
In Deutschland erfolgten Tests mit der Bezahlung per EC-Karte 2004 in Filialen von Aldi Nord. Ab April 2005 folgte die flächendeckende Einführung der Zahlung per EC-Karte bei Aldi Nord und Süd, die bis Ende Oktober 2005 abgeschlossen wurde. Die Umstellung wurde durch das Unternehmen NCR durchgeführt.
Im Mai 2014 wurden in allen Filialen von Aldi Suisse NFC-fähige Kassenterminals eingeführt, im Juni 2015 zogen Aldi Süd und Nord in Deutschland und Dänemark nach. Diese ermöglichen kontaktloses Bezahlen per NFC-fähiger Debitkarte (Maestro, V Pay, Postfinance Card usw.) oder Kreditkarte oder einem NFC-fähigen Smartphone. Für das mobile Bezahlen wird eine sogenannte Mobile-Payment-App wie beispielsweise Apple Pay benötigt.
Seit Ende 2016 können Kunden bei Aldi Süd, die einen Einkauf für einen bestimmten Mindestbetrag mit Karte bezahlen, kostenlos bis zu 200 Euro Bargeld abheben. Der Mindestbetrag hierfür beträgt seit Ende Januar 2020 fünf Euro.
Aldi UK and Ireland eröffnete im Januar 2022 seinen ersten kassenlosen Supermarkt in Greenwich, London, in dem man einkaufen kann, ohne ein Produkt scannen zu müssen. In der dortigen „Test“-Filiale können die Kunden (Mindestalter 25 Jahre) ihren Einkauf abschließen und bezahlen, ohne an eine Kasse zu gehen. Stattdessen können die Kunden die Aldi Shop&Go-App herunterladen und werden dann beim Verlassen des Ladens automatisch mit ihren Einkäufen belastet.
2023 führte Aldi Süd in einigen Filialen Self-Checkouts von Diebold Nixdorf in Deutschland ein, die seit 2021 in Deutschland und im Ausland getestet worden waren.

## Leergutrücknahme

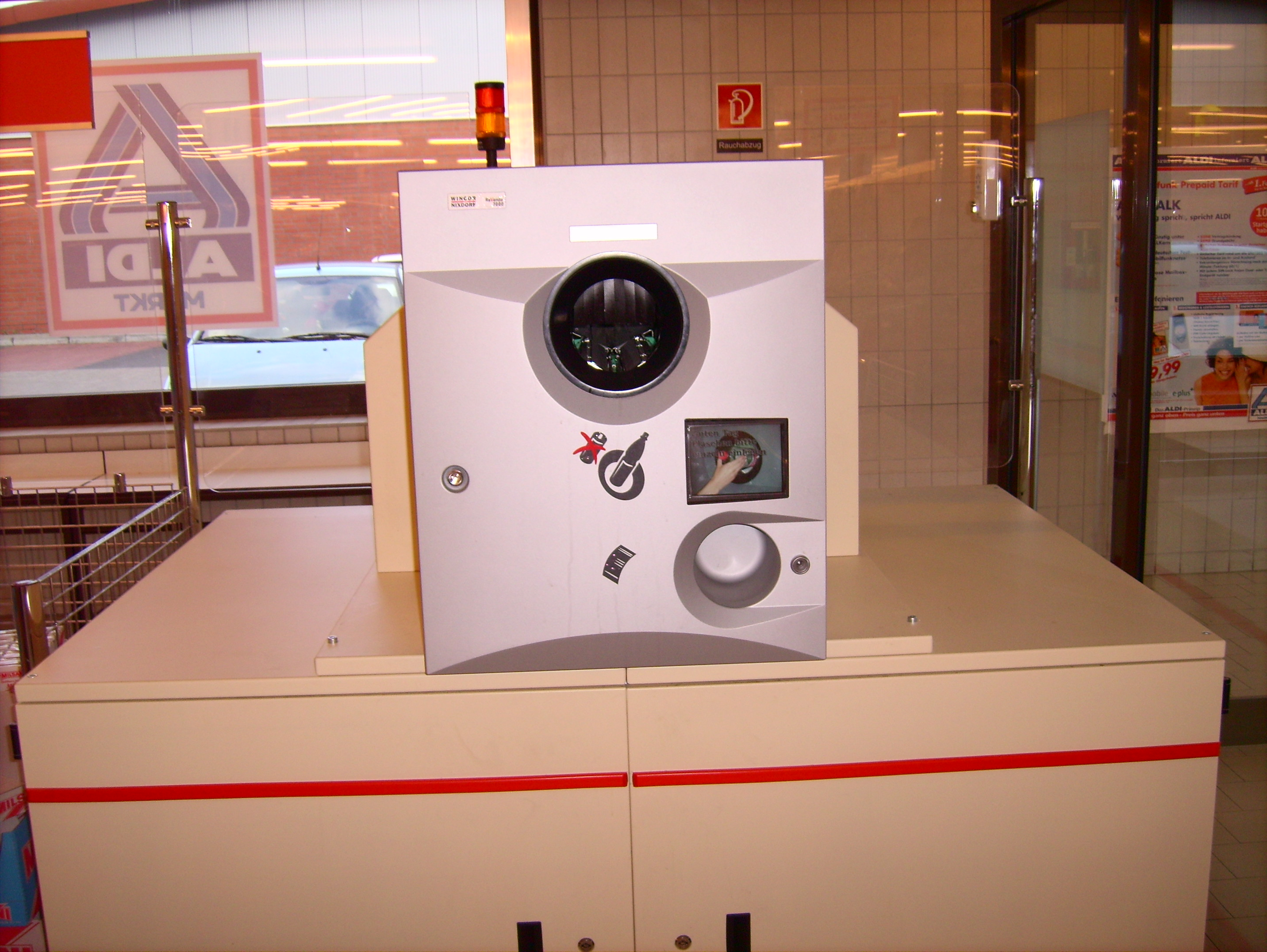
Diebold-Nixdorf-Leergutautomat

In der zweiten Jahreshälfte 2005 führte Aldi Nord als Rationalisierungsmaßnahme testweise Leergutautomaten ein. Aldi Süd übernahm dieses System im ersten Quartal 2006. Beide schlossen sich im Zuge dieser Maßnahme dem ILN-System an. Auch die neue Pfandregelung, die am 1. Mai 2006 in Kraft trat, zwang das Unternehmen zu diesem Schritt, da die sogenannten „Insellösungen“ beendet wurden.
Nach ausgiebigen Tests entschied sich Aldi Nord Ende 2005 für ein Rücknahmesystem des Herstellers Wincor Nixdorf, während Aldi Süd eine Entwicklung des Herstellers Tomra Systems vorzog. Bei beiden Geräten kommt ein System zur Anwendung, bei dem die PET-Flaschen unmittelbar nach der Annahme gepresst werden.
Seit Januar 2015 nimmt die Unternehmensgruppe Aldi Süd Dosengebinde zurück. Die Unternehmensgruppe Aldi Nord nimmt sie erst seit dem 22. März 2015 zurück. Im Zuge dessen wurden ab Ende März 2015 auch wieder Getränkedosen bei Aldi Nord und Aldi Süd ins Angebot aufgenommen, die nach 2003 wegen des Dosenpfands aus dem Sortiment verschwunden waren.

## Steuerfreies Einkaufen
Seit 2006 bietet Aldi Süd in den an der Grenze zur Schweiz gelegenen Filialen ein System zur Rückerstattung der Umsatzsteuerdifferenz für die dort überproportional stark vertretenen Schweizer Kunden an. Jedoch erfolgt keine Barauszahlung, sondern über eine eigens geschaffene Aldi-Süd-Tax-Free-Karte eine bargeldlose Überweisung durch die Firma Global Refund. Sie gilt nur für Kunden über 18 Jahre. Anfangs war ein Mindesteinkauf von 40 Euro obligatorisch. Erstattet (wie bei allen Unternehmen, die sich dem Tax-Free-System angeschlossen haben) wurde aber nur ein Teil der Umsatzsteuer. Bei Aldi waren das 75 % (25 % wurden zur Finanzierung des Systems einbehalten). Aldi sah sich jedoch dazu gezwungen (da der konkurrierende Einzelhandel in diesem Gebiet den Schweizer Kunden schon seit Jahren beinahe flächendeckend eine volle Rückerstattung anbietet und der Anteil dieser Kunden in den regionalen Filialen etwa 30 %, an manchen Wochentagen über 50 % beträgt), die 75-%-/40-€-Regelung Ende 2011 aufzuheben. Mittlerweile wird die Umsatzsteuer zu 100 % erstattet und der Mindesteinkaufsbetrag wurde aufgehoben.

## Aktuelle Marktposition
Aldi nutzt seine Marktmacht bei Verhandlungen mit Zulieferern, erwartet hingegen von seinen Lieferanten keine Zugeständnisse bei sinkenden Verkaufspreisen oder Werbekostenzuschüsse, Jubiläums-Rabatte oder Logistik-Optimierungsrabatte.
Im gesamten Lebensmitteleinzelhandel belegt ALDI in Deutschland den vierten Platz nach Umsatz hinter den Unternehmen Edeka, Rewe, der Schwarz-Gruppe und vor der Metro-Gruppe (2010). Mit einem Umsatz im Textilbereich von rund 1,071 Mrd. Euro (2009) liegt ALDI hier auf Platz 8 der größten Textileinzelhändler Deutschlands. Im Bereich Gesundheitsprodukte außerhalb der Apotheke hatte Aldi im Jahr 2005 einen Marktanteil von rund 18 %. Laut einer Forsa-Umfrage sind 95 % der Arbeiter, 88 % der Angestellten, 84 % der Beamten und 80 % der Selbstständigen Kunden bei Aldi. Nach Informationen der Gesellschaft für Konsumforschung ging der Umsatz im Jahr 2007 erstmals um 1,5 % zurück und lag bei brutto 27 Mrd. Euro. Der Marktanteil unter den Discountern ging dadurch um 0,6 Prozentpunkte auf 18,9 % zurück.
2020 lag Lidl mit 21,8 Mrd. Euro Umsatz vor Aldi Süd mit 16,4 Mrd. Euro Umsatz, Netto mit 14,55 Mrd. Euro Umsatz, Aldi Nord mit 12,2 Mrd. Euro Umsatz, Penny mit 8,08 Mrd. Euro Umsatz und Norma mit 3,3 Mrd. Euro Umsatz. 2022 betrug der Marktanteil der Aldi-Gruppe 11,2 %, was den vierten Platz im Lebensmittelhandel hinter Schwarz-Gruppe (18,3 %), Rewe-Group (21,2 %) und Edeka (25,3 %) bedeutete.

## Umwelt

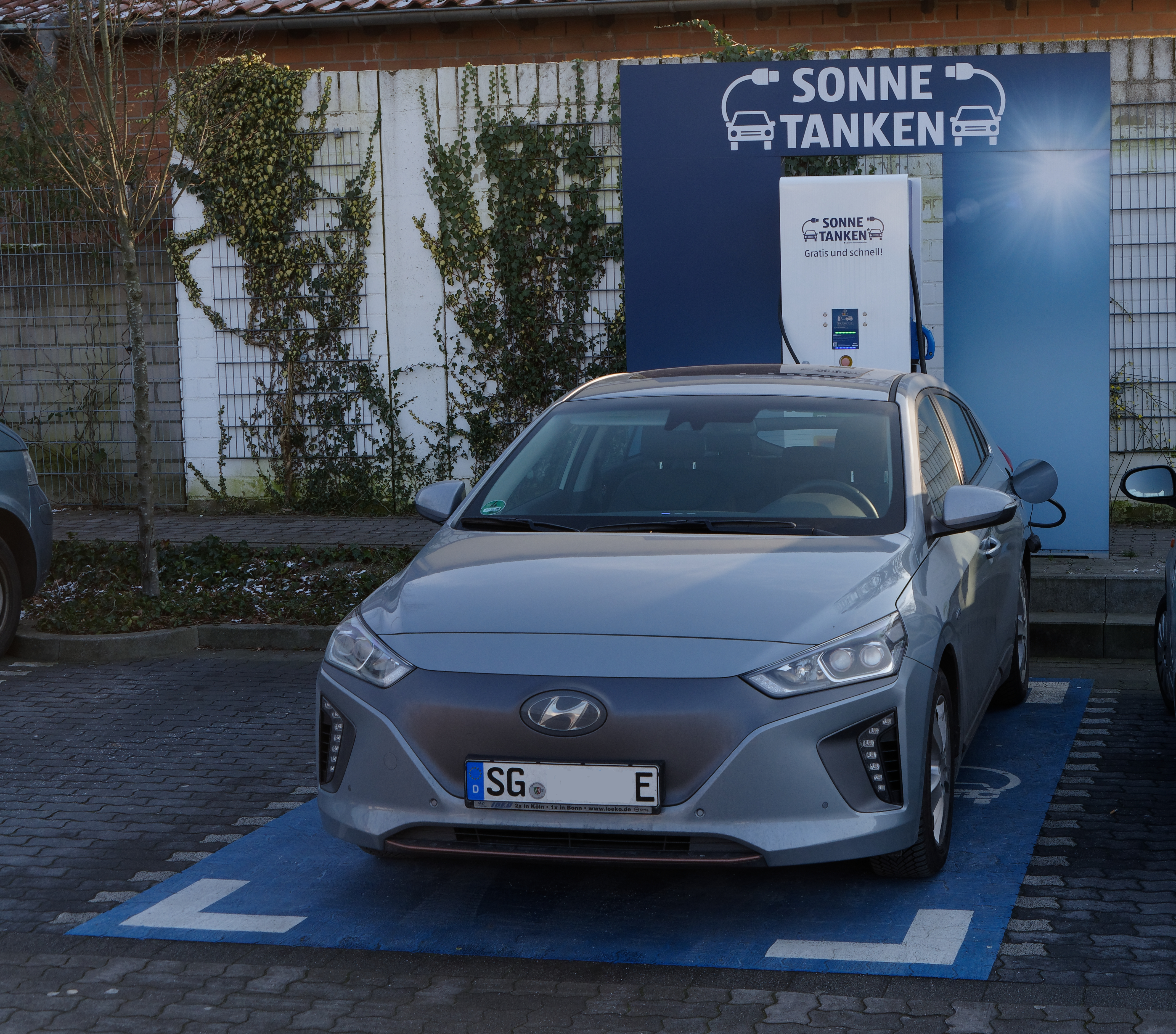
Hyundai Ioniq an einer Stromladestation von Aldi Süd in Hilden, 2018

Aldi Süd hat rund 1250 Filialen und seine Logistikzentren mit Photovoltaikanlagen ausgerüstet. An 500 Filialen gibt es für den Nutzer Ladestationen für Elektroautos und Elektrofahrräder. Anfangs war das Laden kostenlos, jedoch seit Mitte des Jahres 2022 verlangt der Discounter Geld für die Nutzung.
Seit Sommer 2019 verlangt Aldi für dünne Plastiktüten für Obst und Gemüse einen Cent. Mit der Maßnahme wollen Aldi Nord und Aldi Süd auf die Kritik reagieren, in ihren Filialen würden zu viel Kunststoffverpackungen verwendet.

## Kritik
2010 warf die Umweltschutzorganisation Robin Wood der Handelskette vor, dass auch zwei Bücher ihres Angebotes Fasern aus Mangrovenholz enthielten. Im Mai 2004 verkaufte Aldi in einer Sonderaktion Gartenmöbel aus indonesischem Meranti-Holz.
Aufgrund von Protesten von Umweltorganisationen und einzelnen Aktivisten, die Aldi aufforderten, sich nicht an der Zerstörung der letzten indonesischen Tropenwälder zu bereichern, erklärte Aldi, in Zukunft nur noch Artikel aus Holz mit FSC-Siegel vermarkten zu wollen.
Im April 2008 stand Aldi Nord in der Kritik, weil jährlich 120.000 Euro an die Arbeitsgemeinschaft Unabhängiger Betriebsangehöriger (AUB) geflossen sind. Das Unternehmen räumte diese Zahlungen ein. Viele Aldi-Nord-Regionalgesellschaften sind Mitglied in der AUB, die den Arbeitgebern nahesteht. 2011 zahlte Aldi Nord eine Strafe von 50.000 Euro, damit die Staatsanwaltschaft Essen das Verfahren einstellt. Durch die Schließung der Regionalzentren in Bad Laasphe, Horst und Wittstock verloren Ende 2021 die letzten Betriebsräte, die der Gewerkschaft ver.di angehören, ihren Status.

## Dokumentarfilme
- Supermarkt – die umworbene Kundschaft. Dokumentarfilm, Schweiz, 2005, 30:24 Min., Buch und Regie: Ursula Bischof Scherer, Produktion: NZZ Format, Erstsendung: 24. April 2005 bei SRF 1, Inhaltsangabe von NZZ, (Memento vom 22. Juni 2015 im Internet Archive), online-Video von NZZ Format.
- Aldi – Mutter aller Discounter. Dokumentation, Deutschland, 2009, 83 Min., Buch und Regie: Rasmus Gerlach, Produktion: NDR, Erstsendung: 2. November 2009, Inhaltsangabe von NDR, online-Video.
- Der Aldi-Check. Dokumentation, Deutschland, 2011, 44:38 Min., Buch und Regie: Nicole Kohnert und Herbert Kordes, Produktion: WDR, Erstsendung: 22. August 2011, Reihe: Der Markencheck, Aldi-Check-Liste (Memento vom 17. September 2017 im Internet Archive) von Das Erste, online-Video.
- Die Aldi-Story – Karl und Theo Albrecht. Dokumentation, Deutschland, 2014, 43:20 Min., Buch und Regie: Sebastian Dehnhardt und Manfred Oldenburg, Produktion: ZDF, Erstsendung: 9. Dezember 2014, Reihe: ZDFzeit, online-Video.
- Wie Aldi in den Osten kam. Dokumentation, Deutschland, 2015, 29:45 Min., Buch und Regie: Joachim Förster und Caspar Kaltofen, Produktion: Maximus Film, MDR, Reihe: Umschau extra, Erstsendung: 19. Mai 2015, online-Video.[173]
- Aldi Couture. Fernseh-Reportage, Deutschland, 2017, 2:28 Min., Buch und Regie: Boris Berg, Moderation: Annette Betz, Produktion: Bayerischer Rundfunk, Redaktion: Abendschau – Der Süden, Erstsendung: 28. November 2017 bei BR Fernsehen, online-Video von AMD Akademie Mode & Design.
- Die Aldi-Brüder. (Alternativtitel: Aldi. Eine deutsche Geschichte.) Dokudrama, Deutschland, 2018, 88:06 Min., Buch: Dirk Eisfeld, Hannah Ley, Raymond Ley, Regie: Raymond Ley, Produktion: AVE, WDR, NDR, SWR, Erstsendung: 22. Oktober 2018 in Das Erste, Inhaltsangabe von Das Erste, (Memento vom 20. Oktober 2018 im Internet Archive). Im Zentrum der Handlung stehen die Brüder Theo und Karl Albrecht, die kurz nach dem Zweiten Weltkrieg den Laden Karl Albrecht-Lebensmittel ihrer Mutter Anna Albrecht übernehmen und daraus eine Selbstbedienungs-Ladenkette machen. Die Firmengeschichte wechselt mit Zwischenschnitten zur 17-tägigen Entführung von Theo Albrecht Ende November 1971. U. a. mit Arnd Klawitter als Theo Albrecht, Christoph Bach als Karl Albrecht, Peter Kurth als Rechtsanwalt Heinz-Joachim Ollenburg.

## Ausstellung
- I love ALDI. Wilhelm-Hack-Museum Ludwigshafen, 26. November 2011 bis 4. März 2012, Rezensionen:[174]